# NGT48
NGT48（エヌジーティーフォーティーエイト）は、新潟市を拠点とする日本の女性アイドルグループ。秋元康のプロデュースにより2015年に活動を開始した。AKB48グループを構成するグループのひとつである。運営会社および所属事務所は株式会社Flora。所属レーベルはEMI Records（ユニバーサル ミュージック ジャパン）。

## 概要
2015年にAKB48を含めて日本国内外にあるAKB48の姉妹グループ（AKB48グループ）の7組目（日本国内では5組目）として結成され、同年8月21日に新潟市歴史博物館（みなとぴあ）でお披露目された。2016年1月10日に新潟市中央区万代にある『ラブラ2』の4階に、専用劇場『NGT48劇場』がオープンした。
2017年4月12日に、ソニー・ミュージックレーベルズのアリオラジャパンレーベルよりシングル「青春時計」でメジャー・デビューし、Billboard JAPANの「Hot 100」および「Top Singles Sales」の各チャート、オリコン週間チャートなどで第1位を獲得した。
グループ名のアルファベット部分のNGTは、劇場所在地である新潟県および新潟市の新潟（NIIGATA）に由来する。
NGT48結成まで姉妹グループが採用してきたグループ名から1文字ずつ取ったチーム制を導入して、2016年1月に「チームNIII」が結成され、2018年4月に「チームG」が結成された。その後、2019年4月11日にチーム制の廃止と同年4月21日にチームNIII、チームGの千秋楽公演を行うことが発表された。メンバーは2025年8月1日時点で、1期生2名、ドラフト3期生2名、2期生2名、3期生7名、研究生21名の計34名である。

## 特徴

### 誘致の経緯
世間では札幌や沖縄に新グループが誕生するのではないかという噂があり、総合プロデューサーである秋元康ですら最初にスタッフから新潟の新グループ発足について聞いたときは驚いたという。関係者によれば、新潟にAKB48グループの誘致を働きかけたのは、NGT48劇場が入居する『ラブラ2』を運営する三井不動産と地元のバス事業者である新潟交通だという。物販だけでは地域活性化に限界があり、「体験型」活性化策が必要だとして若者や30 - 40代の客層が見込め、新潟への経済効果が期待できるNGT48劇場の誘致が進められたという。背景には秋元康の「日本海側にもAKB48グループを」という思惑もあった。

### 結成時の方針
NGT48はAKB48結成から10年目、日本国内ではHKT48以来4年ぶりとなる新しいAKB48グループの発足とあり、最初からAKB48グループのノウハウが取り入れられた。これまでのAKB48グループはオーディションで選出された1期生のみで活動を開始してきたが、最初からグループでの経験が豊富な北原里英と柏木由紀を所属させることで、メンバー視点でのゼロからのグループづくりに力が入れられた。

### 地域性
NGT48は「地域密着・地元貢献」をテーマに掲げており、新潟県のイベントに積極的に参加したり、地元企業とのタイアップや、地元メディアでの露出などを活発に行っている。例として新潟市の移住促進動画や県産米のPR活動、地元企業とコラボしたメンバー考案商品の発売が挙げられ、こういった活動を通して地域活性化に積極的に参画している。結成から1年たたずに県や新潟市、地元大手企業などが相次ぎNGT48を広告に起用しており、上武大学教授の田中秀臣は「グループが拠点とする他の都市と比べても、新潟ほどAKBグループに力を注いでいる地域はない。異例だ」と指摘し、このような背景には「人口減が進む中で、地元の活性化につながるという期待感の表れだ」と分析した。これまでの姉妹グループと異なり、（大都市圏ではない）地方都市を拠点としているNGT48は「地方創生」の点に重きが置かれ、同じく地方都市を拠点とする姉妹グループ・STU48にも同様の効果が期待されているという。
NGT48は結成からデビューまでの期間が1年8か月で、AKB48グループの中で最も長い時間を要した。そこには従来のAKB48グループとは異なる課題があった。最大の障壁となったのは「人口」で、NGT48の活動拠点である新潟市の人口は約80万人で、AKB48グループが人口100万人未満の都市に設立されたのは初めてであった。そのため、どれだけの基礎票を獲得できるのかが未知数であったという。新潟は芸能活動を行うための環境も整備されておらず、地域的に芸能学校もないため、劇場支配人・今村悦朗は劇場開設の準備をするかたわらで、特に新潟県外出身メンバーを受け入れてくれる学校を探すところから始めたという。このような課題の中で打ち出されたのが「地元密着」という方針だった。現地企業や行政などと、他の姉妹グループ以上に地域との濃い関係性を築き、新潟全体を応援団にしようと考え、今村は「AKB48グループとは何か、自分たちが協力することで何ができるかを関係各所へゼロから説明して歩いた」といい、結果的には50の企業や団体がNGT48への協力に声を上げた。さらには、スタッフも地元出身者で固めたという。
秋元康は、姉妹グループの増加によりグループの1期生に人気が集まるという傾向が表立ったため、NGT48には新しいタイプの応募者が多く現れ、全国から応募者が集まると予想していて、実際に新潟県外からの応募が7割を超え、結果的にメンバーとなった新潟県出身者は半数以下の12名で、地元出身者の比率は低かった。なお、新潟県出身のメンバーは“自分が住む町の出身メンバーに共感を抱かせる”という目的で、出身市町村名まで公表している。第1期生オーディションの選考においては東北や北陸など意識的に東日本の出身者を中心に構成しており、今村によれば「『東日本』のグループとして幅広い地域から共感を得ることを期待している」。
しかしながら後述の事件の影響により2019年以降は地元企業や自治体からの支援が複数打ち切られ、NHK新潟や新潟日報では事件の検証報道、問題点の指摘が行われている。

### ロゴマーク

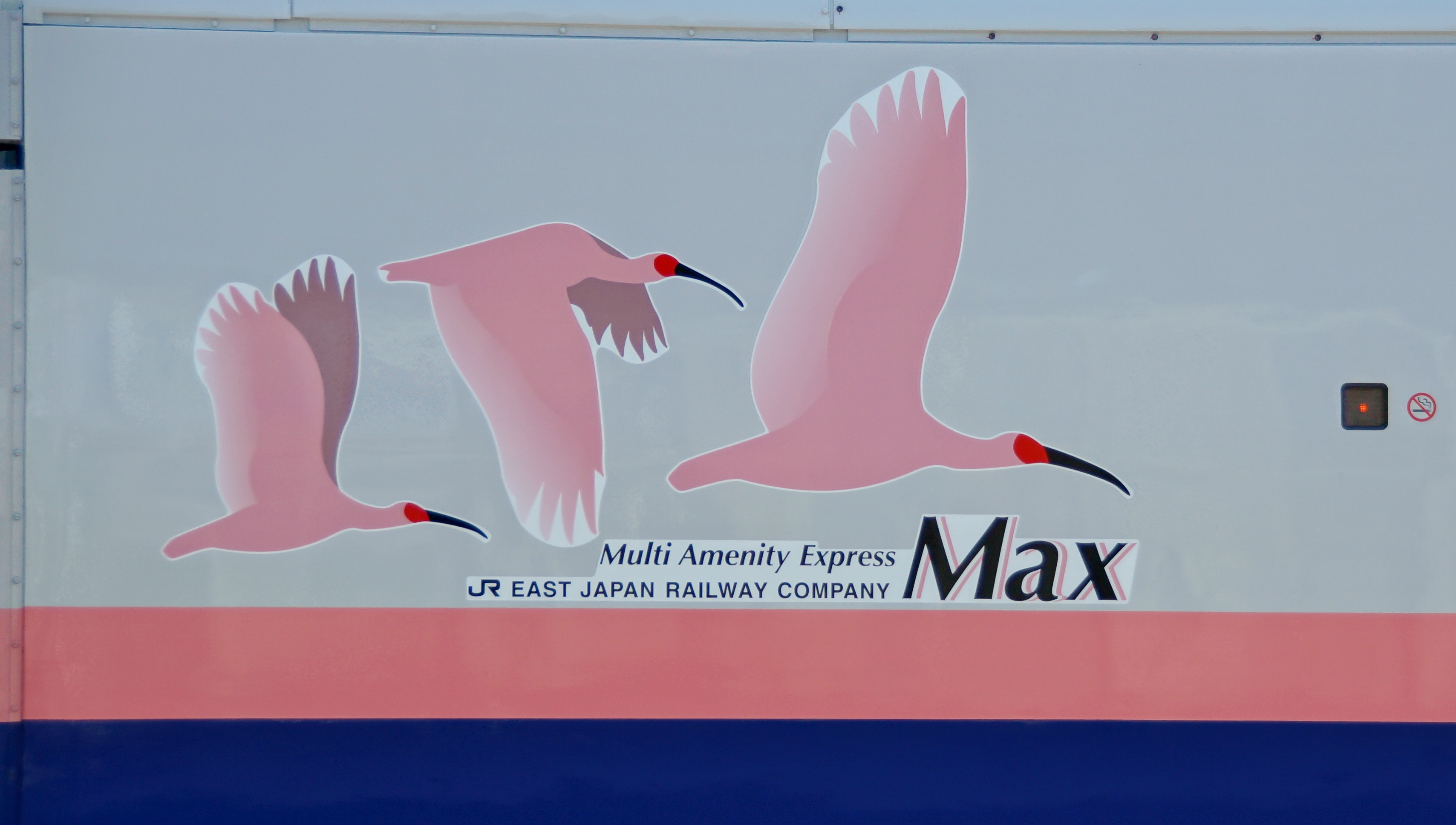
イメージカラーの由来となった新幹線の朱鷺の絵

グループのロゴマークは、県鳥の朱鷺（とき）をイメージしており、   白の背景に   赤の「NGT48」の文字と右と下に赤いエッジを配したものが使用されている。初代劇場支配人の今村悦朗によると、当初イメージカラーは白であった。その後、新潟を訪れた際に見た新幹線E4系に描かれていた朱鷺の印象からこのカラーに決定した。白は新潟の米や雪景色、赤は情熱をイメージしている。

### AKB48や他の姉妹グループとの比較
- AKB48や他の姉妹グループは、各劇場が所在する地域名[注釈 6]がグループ名の由来になっているが、NGT48は県名・市名が由来となっている[9]。
- 当初より「AKB48 Now on Google+」のプロジェクトに参加していない。
- グループ立ち上げ時のメンバー26名の平均年齢は16.7歳と、日本国内で活動している姉妹グループと比較して若干高齢であった[3][31][注釈 7]。

## 略歴

### 2015年
- 1月25日、TOKYO DOME CITY HALLで行われた『AKB48 リクエストアワーセットリストベスト1035 2015』において、NGT48の結成とNGT48劇場支配人としてSKE48劇場支配人の今村悦朗が異動し、就任することが発表される[1]。
- 3月26日、さいたまスーパーアリーナで行われた『AKB48春の単独コンサート〜ジキソー未だ修行中!〜』において、北原里英がNGT48のキャプテンとして移籍することと柏木由紀が兼任することが発表される[34]。
- 4月10日、1期生の募集を開始[29]。
- 5月10日、有明コロシアムで行われた『第2回AKB48グループドラフト会議』において、ともにバイトAKBの出身である西潟茉莉奈と荻野由佳の2名を指名[35]。
- 5月24日、専用劇場が新潟市中央区万代にある商業施設『ラブラ2』4階内にオープンすることが発表される[36]。
- 7月25日、1期生オーディションの最終審査が行われ、22人が合格[37]。
- 7月30日、新潟ふるさと名物商品PR大使に就任[38]。
- 8月21日、1期生お披露目イベントが新潟市歴史博物館（みなとぴあ）で開催される[3][4]。
- 10月2日、初の冠ラジオ番組『NGT48のみんな神対応!! ラジオあくしゅ会!!』（FM-NIIGATA）が放送開始[39]。
- 10月8日、栗山米菓グループの商品「ばかうけ」PR大使に就任[40]。
- 10月11日、韓国釜山で行われる第12回アジア・ソング・フェスティバルに、日本の代表として参加[41]。
- 12月1日、初の冠テレビ番組『ココだけNGT48』（NCV ニコニコケーブルテレビ）が放送開始[42]。
- 12月28日、2016年1月10日の専用劇場開業を記念し、劇場支配人の今村が東京・秋葉原のAKB48劇場から徒歩と自転車のみで354 km離れたNGT48劇場を目指すプロジェクト『繋げ!AKB48劇場の魂を!  NGT48今村の東京→新潟  日本縦断354km行脚!』を行うことを発表[43][44]。12月30日にスタートし、劇場オープン前日の1月9日に到着[43][45]。

### 2016年
- 1月10日、NGT48劇場オープン[5][46]。1期生12名、ドラフト2期生2名および北原、柏木の16名によりチームNIIIが結成され、『PARTYが始まるよ』公演を最初の演目として行う[46]。
- 1月12日未明、地上波初の冠テレビ番組[注釈 8]『HKT48 vs NGT48 さしきた合戦』（日本テレビ）が放送開始[47]。
- 3月9日に発売されたAKB48の43作目のシングル「君はメロディー」Type DにNGT48初のオリジナル楽曲「Maxとき315号」が収録される[48]。
- 5月15日、チームNIII 1st Stage「PARTYが始まるよ」昼公演において、荻野がチームNIII副キャプテンに就任し、伴ってグループのキャプテンである北原が同チームのキャプテンとなることが発表される[49]。夜公演にて同公演は千秋楽を迎える[50]。
- 5月20日、メンバーの加藤美南・中井りか・清司麗菜・本間日陽が稲葉友とともに主演し、メンバーが総出演するテレビドラマ『ひぐらしのなく頃に』（BSスカパー!）が放送開始[51]。
- 5月28日、チームNIIIの2nd Stage『パジャマドライブ』初日公演を行う[52]。
- 6月18日、HARD OFF ECOスタジアム新潟で開催された『AKB48 45thシングル 選抜総選挙 〜僕たちは誰について行けばいい?〜』（第8回AKB48選抜総選挙）開票イベント前の「AKB48グループコンサート」でアリオラジャパン（ソニー・ミュージックレーベルズ）から、2016年秋〜2017年初頭を目処にメジャーデビューすることが発表された[53][54]。開票イベントでは、柏木由紀が5位、北原里英が12位にランクインし選抜メンバー入り。AKB48からの移籍・兼任メンバーを除くと唯一、加藤美南が76位にランクインし、アップカミングガールズ入りを果たした[55][56]。
- 8月6日、さいたまスーパーアリーナで行われた『第2回AKB48グループ チーム対抗大運動会』で、初出場のチームNIIIが優勝決定PK戦を制し優勝し、副賞としてコマーシャル出演権、叙々苑の高級焼肉食事券を獲得した[57]。
- 8月9日、研究生公演『夏の二次会PARTY』を開始。ただし、研究生は10名しかいないためチームNIIIメンバー6名が助っ人として入れ替わり参加する[58]。
- 8月21日、1期生お披露目1周年と劇場公演100回目を同日に迎え、それぞれの記念公演を実施[注釈 9][59]。

### 2017年
- 1月17日、NGT48単独としては初となる地上波冠番組『NGT48のにいがったフレンド!』（テレビ新潟）が放送開始[60]。
- 1月20日、TOKYO DOME CITY HALLで初めての単独コンサート『NGT48 1周年記念コンサートin TDC 〜Maxときめかせちゃっていいですか?〜』を開催[61]。
- 1月21日・22日に開催された、AKB48グループの楽曲からファン投票によるセットリストで構成されるライブイベント『AKB48グループ リクエストアワーセットリストベスト100 2017』でNGT48初のオリジナル曲である「Maxとき315号」が第1位となった[62]。
- 3月14日、国立代々木競技場第一体育館で行われた『COUNT DOWN TV GIRLS FES supported by dヒッツ / dポイント』において、メジャーデビューシングル表題曲「青春時計」が初披露された[63]。
- 4月12日、アリオラジャパンよりメジャーデビューシングル「青春時計」を発売[61]。楽曲のセンターポジションは中井りかが務めた[6]。
- 6月1日に発表された『AKB48 49thシングル 選抜総選挙』の速報結果において、1位の荻野、5位の本間、7位の高倉萌香などが高順位に位置づけ、NGT48からは100位までに11名がランクイン[64]。6月17日に開票イベントが沖縄県豊見城市で開催され、NGT48からは選抜メンバーの荻野（5位）、北原（10位）、本間（13位）をはじめ、80位までに10名がランクインした[65]。
- 7月2日、チームNIIIの3rd公演『誇りの丘』初日公演が行われる[66]。
- 8月21日、お披露目2周年の記念ライブが新潟市歴史博物館で開催され、そのステージ上でキャプテンの北原がNGT48からの卒業を発表した[67]。
- 12月6日、2ndシングル「世界はどこまで青空なのか?」を発売[68]。

### 2018年
- 1月8日に「1時間で押された最多手形ペイント」（「Most contributions to a handprint painting in one hour」）、翌9日に「100 個のおにぎりを作る最速時間」（「Fastest time to make 100 rice balls （team）」）をそれぞれNGT48メンバーがおこない、ともにギネス世界記録に認定された[69]。
- 1月19日・20日に開催された『AKB48グループ リクエストアワー セットリストベスト100　2018』において、「世界はどこまで青空なのか?」が1位となり、2年連続でNGT48の楽曲がリクエストアワーで1位を獲得したほか、NGT48名義でエントリーしていた楽曲がすべてランクインした[70]。
- 2月25日、「誇りの丘」公演の昼公演において、第3回AKB48グループドラフト会議でチームNIIIに指名された5名がお披露目された[71]。
- 4月11日、3rdシングル「春はどこから来るのか?」を発売[72]。
- 4月13日、新潟では初となる単独コンサート『NGT48単独コンサート〜朱鷺は来た!新潟から全国へ!〜』が朱鷺メッセで開催された[73]。同公演では1期研究生の昇格、および「組閣」と称したチーム再編、またそれに伴うチームGの発足が発表された[74]。
- 6月12日、NGT48劇場において2期生16名がお披露目された[75]。
- 7月1日、NGT48劇場においてチームG 1st公演『逆上がり』初日公演が行われ、キャプテンとして本間日陽、副キャプテンとして山口真帆が就任した[76]。

### 2019年
- 1月9日、メンバーの山口真帆が1か月前に自宅の玄関先で男2人に暴行を受けるトラブルがあったことが明らかになり[77]、これに対して、1月10日にNGT48を運営するAKSがNGT48 Official Site上で本件に関するコメントを発表した[78]。
- 1月10日、新潟市のNGT48劇場で、『「NGT48劇場三周年記念スペシャル」公演 〜石の上にも三年！私達はここからなのだ！〜』が行われた。
- 1月12日、新潟市中央区の万代島多目的広場で、「新潟開港150周年×NGT48劇場3周年記念イベント〜いいよ今日は!思いっきり遊んじゃえ祭り〜」が行われた。
- 1月14日、人事異動により今村悦朗が劇場支配人を退任し、後任としてSKE48の運営スタッフから早川麻依子の就任と、副支配人として岡田剛の就任を発表[79]。
- 3月15日、テレビ新潟『NGT48のにいがったフレンド!』の放送終了が番組サイトで伝えられ、地上波レギュラー番組が消滅[80]。レギュラーラジオ4番組も3月末までに終了、および休止を発表しており冠番組すべてが終了、休止することとなった[81]。
- 4月17日に、4月21日のチーム千秋楽公演をもってNGT48の正規メンバーにおけるチーム制を廃止し、1期生と研究生に分かれて活動することが発表される[10]。また同日の公演を以って柏木由紀が兼任解除となった[82]。
- 4月27日、『AKB48グループ 春のLIVEフェス in 横浜スタジアム』に参加。山口真帆、菅原りこ、長谷川玲奈が卒業宣言した日以来の公の場で公演を行った[83]。
- 5月21日、メンバーの加藤美南がSNSに不適切な投稿を行ったとして研究生への降格処分、ならびにNGT48全メンバーのSNSの運用を一時的に停止することが発表された[84]。
- 6月5日、新潟県内で9月に開催予定の国民文化祭と全国障害者芸術・文化祭のスペシャルサポーター降板を県が発表[85]。
- 7月31日、運用を停止していたSNSによるメンバーの発信を8月1日より順次再開することを発表[86][87]。
- 8月3日、東京・お台場で行われた「TOKYO IDOL FESTIVAL 2019」に出演。7か月ぶりの外部のイベントへの出演で、実質的な活動再開となった[88]。
- 8月18日、NGT48劇場で通常公演を8か月ぶりに再開[89]。

### 2020年
- 1月18日、1年9か月ぶりのNGT48単独コンサート『NGT48 選抜メンバーコンサート 〜TDC 選抜、合宿にて決定。初めての経験〜』をTOKYO DOME CITY HALLにて開催[90]。
- 2月26日、新型コロナウイルスの流行に伴い、劇場公演を休止することを発表した[91]。
- 4月1日、運営会社がAKSから新設のFloraに移った[92]。
- 5月27日、NGT48を運営するFloraとHKT48を運営するMercuryの両者を支援・統括する持株会社「Sproot（スプルート）」が設立され、Floraは、スプルートの100％子会社となる[93]。
- 7月22日、5thシングル「シャーベットピンク」を発売。本作よりユニバーサルミュージックにレーベルを移籍した[94]。
- 10月11日、有観客での劇場公演を再開した[95]。

### 2021年
- 6月23日、6thシングル「Awesome」を発売[96][97]。
- 7月5日、『NGT48のえっさこいさRADIO』（FM-NIIGATA）が2年3か月振りの冠ラジオ番組として放送開始[98]。
- 12月22日、7thシングル「ポンコツな君が好きだ」を発売[99][100]。

### 2022年
- 5月11日、1stアルバムの発売、および佐渡観光応援公式サポーターに任命されることが発表された[101]。
- 6月29日、1stアルバム「未完成の未来」を発売[102][103]。
- 7月24日、グループ初のライブツアーとして『NGT48 1stライブツアー「未完成の未来」』をスタート[104][105]。
- 12月28日、8thシングル「渡り鳥たちに空は見えない」を発売[106][107][108]。

### 2023年
- 8月2日、9thシングル「あのさ、いや別に...」を発売[109]。

### 2024年
- 8月28日、10thシングル「一瞬の花火」を発売[110][111]。

### 2025年
- 6月4日、11thシングル「希望列車」を発売[112]。

## メンバー

### 1期生
| 名前       | よみ            | 生年月日               | 出身地 | 加入期      | 昇格日        | 所属事務所 | 備考                                                                         | 総選挙 最高 順位 |
| ---------- | --------------- | ---------------------- | ------ | ----------- | ------------- | ---------- | ---------------------------------------------------------------------------- | ---------------- |
| 清司麗菜   | せいじ れいな   | 2001年4月19日（24歳）  | 埼玉県 | 1期         | 2018年6月30日 | Flora      | 元チームNIII（加藤） 元バイトAKB                                             | -                |
| 西潟茉莉奈 | にしがた まりな | 1995年10月16日（29歳） | 東京都 | ドラフト2期 | -             | Flora      | 元チームNIII（初代・加藤） 第2回ドラフト会議 1位指名 元バイトAKB NGT48最年長 | 24位             |

### ドラフト3期生
| 名前     | よみ          | 生年月日               | 出身地 | 加入期      | 昇格日         | 所属事務所 | 備考                                                                                                   | 総選挙 最高 順位 |
| -------- | ------------- | ---------------------- | ------ | ----------- | -------------- | ---------- | --- | ---------------- |
| 佐藤海里 | さとう かいり | 2000年8月5日（25歳）   | 新潟県 | ドラフト3期 | 2020年12月25日 | Flora      | 元チームNIII（初代・加藤）ドラフト研究生 第3回ドラフト会議 チームNIII 2位指名                          | -                |
| 藤崎未夢 | ふじさき みゆ | 2000年11月17日（24歳） | 新潟県 | ドラフト3期 | 2020年12月25日 | Flora      | 元チームNIII（初代・加藤）ドラフト研究生 第3回ドラフト会議 チームNIII 5位指名 NGT48キャプテン（3代目） | -                |

### 2期生
| 名前     | よみ            | 生年月日              | 出身地 | 加入期 | 昇格日         | 所属事務所 | 備考 |
| -------- | --------------- | --------------------- | ------ | ------ | -------------- | ---------- | ---- |
| 大塚七海 | おおつか ななみ | 2000年11月7日（24歳） | 新潟県 | 2期    | 2020年12月25日 | Flora      |      |
| 三村妃乃 | みむら ひの     | 2002年6月15日（23歳） | 埼玉県 | 2期    | 2020年12月25日 | Flora      |      |

### 3期生
| 名前       | よみ            | 生年月日              | 出身地   | 加入期 | 昇格日         | 所属事務所 | 備考                         |
| ---------- | --------------- | --------------------- | -------- | ------ | -------------- | ---------- | ---------------------------- |
| 磯部瑠紅   | いそべ るあ     | 2007年5月7日（18歳）  | 新潟県   | 3期    | 2024年12月14日 | Flora      |                              |
| 喜多花恵   | きた はなえ     | 2003年9月9日（21歳）  | 神奈川県 | 3期    | 2024年12月14日 | Flora      |                              |
| 北村優羽   | きたむら ゆうは | 2004年9月22日（20歳） | 新潟県   | 3期    | 2023年12月10日 | Flora      |                              |
| 木本優菜   | きもと ゆうな   | 2003年6月17日（22歳） | 新潟県   | 3期    | 2024年12月14日 | Flora      | 妹は木本杏菜（NGT48・4期生） |
| 水津菜月   | すいづ なつき   | 2004年4月27日（21歳） | 千葉県   | 3期    | 2023年12月10日 | Flora      |                              |
| 杉本萌     | すぎもと もえ   | 2005年7月17日（20歳） | 長野県   | 3期    | 2023年12月10日 | Flora      |                              |
| 鈴木凛々花 | すずき りりか   | 2008年9月30日（16歳） | 新潟県   | 3期    | 2024年12月14日 | Flora      |                              |

### 研究生
| 名前       | よみ            | 生年月日               | 出身地   | 加入期 | 所属事務所 | 備考                         |
| ---------- | --------------- | ---------------------- | -------- | ------ | ---------- | ---------------------------- |
| 浅生珠菜   | あそう じゅな   | 2006年4月20日（19歳）  | 富山県   | 4期    | Flora      |                              |
| 磯崎菜々   | いそざき なな   | 2006年7月12日（19歳）  | 神奈川県 | 4期    | Flora      |                              |
| 奥村百花   | おくむら ももか | 2003年8月28日（21歳）  | 兵庫県   | 4期    | Flora      |                              |
| 木本杏菜   | きもと あんな   | 2007年10月16日（17歳） | 新潟県   | 4期    | Flora      | 姉は木本優菜（NGT48・3期生） |
| 佐藤広花   | さとう ひろか   | 2006年8月8日（19歳）   | 新潟県   | 4期    | Flora      |                              |
| 新沢葵唯   | しんざわ あおい | 2008年7月24日（17歳）  | 新潟県   | 4期    | Flora      |                              |
| 高島柚愛   | たかしま ゆあ   | 2010年1月21日（15歳）  | 新潟県   | 4期    | Flora      |                              |
| 西川晴菜   | にしかわ はるな | 2003年5月17日（22歳）  | 大阪府   | 4期    | Flora      |                              |
| 原愛実     | はら あゆみ     | 2009年2月1日（16歳）   | 新潟県   | 4期    | Flora      |                              |
| 吉原愛里衣 | よしはら めりい | 2004年4月16日（21歳）  | 富山県   | 4期    | Flora      |                              |
| 安座間結   | あざま ゆい     | 2012年1月7日（13歳）   | 兵庫県   | 5期    | Flora      | NGT48最年少                  |
| 阿達夢     | あだち ゆめ     | 2007年9月5日（17歳）   | 新潟県   | 5期    | Flora      |                              |
| 大町佑香   | おおまち ゆうか | 2006年10月6日（18歳）  | 長野県   | 5期    | Flora      |                              |
| 甲斐瑞季   | かい みずき     | 2008年6月10日（17歳）  | 茨城県   | 5期    | Flora      |                              |
| 北澤百音   | きたざわ もね   | 2008年8月5日（17歳）   | 長野県   | 5期    | Flora      |                              |
| 佐藤柚花   | さとう ゆうか   | 2008年10月16日（16歳） | 東京都   | 5期    | Flora      |                              |
| 須藤凜華   | すとう りんか   | 2011年9月9日（13歳）   | 群馬県   | 5期    | Flora      |                              |
| 谷口陽香   | たにぐち はるか | 2006年2月23日（19歳）  | 富山県   | 5期    | Flora      |                              |
| 辻田季音   | つじた ときね   | 2008年1月9日（17歳）   | 京都府   | 5期    | Flora      |                              |
| 中田麻実   | なかた あさみ   | 2006年7月7日（19歳）   | 長野県   | 5期    | Flora      |                              |
| 皆川日和   | みながわ ひより | 2010年8月31日（14歳）  | 新潟県   | 5期    | Flora      |                              |

### 元メンバー

#### 元正規メンバー
| 名前       | よみ            | 生年月日               | 出身地   | 加入期      | 最終在籍日     | 最終 所属     | 現所属事務所                 | 備考 | 総選挙 最高 順位 |
| ---------- | --------------- | ---------------------- | -------- | ----------- | -------------- | ------------- | ---------------------------- | --- | ---------------- |
| 北原里英   | きたはら りえ   | 1991年6月24日（34歳）  | 愛知県   | -           | 2018年4月30日  | NIII          | 太田プロダクション           | 元NGT48キャプテン（初代） 元チームNIII（初代） 元チームNIII（初代）キャプテン 元AKB48チームA（初代） 元AKB48チームB（柏木） 元AKB48チームK（大島・横山） 元SKE48チームS（初代）兼任 | 10位             |
| 宮島亜弥   | みやじま あや   | 1997年11月27日（27歳） | 新潟県   | 1期         | 2018年8月7日   | NIII          | -                            | 元チームNIII（加藤） | 70位             |
| 髙橋真生   | たかはし まう   | 2001年6月3日（24歳）   | 新潟県   | 1期         | 2018年10月6日  | NIII          | -                            | 元チームNIII（加藤） | -                |
| 柏木由紀   | かしわぎ ゆき   | 1991年7月15日（34歳）  | 鹿児島県 | -           | 2019年4月21日  | NIII          | ワタナベエンターテインメント | 元チームNIII（初代・加藤）兼任 兼任解除までAKB48チームB（木﨑・高橋朱里）兼任 元NMB48チームN（山本〈第1次〉）兼任                                                                   | 02位             |
| 菅原りこ   | すがはら りこ   | 2000年11月23日（24歳） | 新潟県   | 1期         | 2019年5月19日  | 1期生         | エイベックス・マネジメント   | 元チームNIII（初代） 元チームG（本間） | -                |
| 長谷川玲奈 | はせがわ れな   | 2001年3月15日（24歳）  | 新潟県   | 1期         | 2019年5月19日  | 1期生         | クロコダイル                 | 元チームNIII（初代） 元チームG（本間） | 77位             |
| 山口真帆   | やまぐち まほ   | 1995年9月17日（29歳）  | 青森県   | 1期         | 2019年5月19日  | 1期生         | -                            | 元チームNIII（初代） 元チームG（本間） 元チームG（本間）副キャプテン | 53位             |
| 村雲颯香   | むらくも ふうか | 1997年7月5日（28歳）   | 秋田県   | 1期         | 2019年9月1日   | 1期生         | -                            | 元チームNIII（初代） 元チームG（本間） 出演を参照 | -                |
| 佐藤杏樹   | さとう あんじゅ | 2001年11月5日（23歳）  | 新潟県   | 1期         | 2019年9月30日  | 1期生         | -                            | 元チームNIII（初代・加藤） | -                |
| 高倉萌香   | たかくら もえか | 2001年4月23日（24歳）  | 新潟県   | 1期         | 2020年3月23日  | 1期生         | NON GAME                     | 元チームNIII（初代・加藤） | 25位             |
| 太野彩香   | たの あやか     | 1997年7月20日（28歳）  | 兵庫県   | 1期         | 2020年10月31日 | 1期生         | -                            | 元チームNIII（初代・加藤） | 53位             |
| 加藤美南   | かとう みなみ   | 1999年1月15日（26歳）  | 新潟県   | 1期         | 2021年1月31日  | 1期生         | OOO Entertainment            | 元チームNIII（初代・加藤） 元チームNIII（加藤）キャプテン 2019年5月21日降格 | 30位             |
| 荻野由佳   | おぎの ゆか     | 1999年2月16日（26歳）  | 埼玉県   | ドラフト2期 | 2021年11月8日  | 1期生         | -                            | 当日卒業公演 第2回ドラフト会議 2位指名 元チームNIII（初代・加藤） 元チームNIII（初代・加藤）副キャプテン 元バイトAKB 元AKB48仮研究生（15期）                                        | 04位             |
| 小見山沙空 | こみやま さら   | 2004年7月27日（21歳）  | 新潟県   | 2期         | 2021年12月31日 | 2期生         | -                            | [ 134 ] | -                |
| 山田野絵   | やまだ のえ     | 1999年10月7日（25歳）  | 埼玉県   | 1期         | 2022年2月28日  | 1期生         | -                            | 元チームNIII（初代・加藤） | 91位             |
| 角ゆりあ   | かど ゆりあ     | 2000年6月22日（25歳）  | 石川県   | 1期         | 2022年3月31日  | 1期生         | -                            | 元NGT48キャプテン（2代目） 元チームG（本間） | 77位             |
| 日下部愛菜 | くさかべ あいな | 2002年2月6日（23歳）   | 神奈川県 | 1期         | 2022年4月30日  | 1期生         | -                            | 元チームG（本間） 元バイトAKB | -                |
| 中村歩加   | なかむら あゆか | 1998年7月28日（27歳）  | 新潟県   | 1期         | 2022年6月30日  | 1期生         | -                            | 元チームG（本間） 元インセント（イデア）所属 | 64位             |
| 富永夢有   | とみなが ゆう   | 2002年7月16日（23歳）  | 新潟県   | 2期         | 2022年8月16日  | 2期生         | -                            | 辞退 | -                |
| 寺田陽菜   | てらだ ひな     | 2004年3月13日（21歳）  | 新潟県   | 2期         | 2022年8月31日  | 2期生         | -                            | [ 143 ] | -                |
| 對馬優菜子 | つしま ゆなこ   | 2001年8月20日（24歳）  | 青森県   | ドラフト3期 | 2022年9月27日  | ドラフト3期生 | -                            | 第3回ドラフト会議 チームNIII 1位指名 元チームNIII（初代・加藤）研究生 | -                |
| 西村菜那子 | にしむら ななこ | 1997年8月11日（28歳）  | 長野県   | 1期         | 2022年9月30日  | 1期生         | CANVAS                       | 元チームNIII（加藤） | 43位             |
| 諸橋姫向   | もろはし ひなた | 2003年1月4日（22歳）   | 新潟県   | 2期         | 2022年10月31日 | 2期生         | -                            | [ 146 ] | -                |
| 小熊倫実   | おぐま つぐみ   | 2002年12月15日（22歳） | 新潟県   | 1期         | 2022年12月31日 | 1期生         | -                            | 元チームNIII（初代） 元チームG（本間） | 69位             |
| 安藤千伽奈 | あんどう ちかな | 2001年1月13日（24歳）  | 長野県   | ドラフト3期 | 2023年2月28日  | ドラフト3期生 | mitt management              | 第3回ドラフト会議 チームNIII 4位指名 元チームNIII（初代・加藤）研究生 | -                |
| 古舘葵     | ふるたて あおい | 2004年8月10日（21歳）  | 東京都   | 2期         | 2023年3月31日  | 2期生         | -                            | [ 151 ] | -                |
| 中井りか   | なかい りか     | 1997年8月23日（27歳）  | 富山県   | 1期         | 2023年8月31日  | 1期生         | 太田プロダクション           | 元チームNIII（初代） 元チームG（本間） | 23位             |
| 古澤愛     | ふるさわ まな   | 2000年10月1日（24歳）  | 茨城県   | 2期         | 2024年1月27日  | 2期生         | -                            | [ 152 ] | -                |
| 川越紗彩   | かわごえ さあや | 2000年10月14日（24歳） | 茨城県   | 2期         | 2024年2月29日  | 2期生         | -                            | [ 153 ] | -                |
| 曽我部優芽 | そがべ ゆめ     | 2002年3月16日（23歳）  | 長野県   | 2期         | 2024年2月29日  | 2期生         | -                            | [ 154 ] | -                |
| 本間日陽   | ほんま ひなた   | 1999年11月10日（25歳） | 新潟県   | 1期         | 2024年4月13日  | 1期生         | HONEST                       | 卒業コンサート 元チームNIII（初代） 元チームG（本間） 元チームG（本間）キャプテン 出演を参照                                                                                        | 13位             |
| 真下華穂   | ましも かほ     | 1999年11月8日（25歳）  | 静岡県   | 2期         | 2024年6月30日  | 2期生         | -                            | [ 158 ] [ 159 ] [ 160 ] | -                |
| 奈良未遥   | なら みはる     | 1998年3月20日（27歳）  | 青森県   | 1期         | 2024年11月30日 | 1期生         | -                            | 当日卒業公演 元チームG（本間） | 21位             |
| 小越春花   | おごえ はるか   | 2004年6月26日（21歳）  | 新潟県   | 2期         | 2024年12月31日 | 2期生         | ワイケーエージェント         | [ 165 ] [ 166 ] | -                |

#### 元研究生
| 名前       | よみ              | 生年月日               | 出身地 | 加入期      | 最終在籍日     | 現所属事務所          | 備考                                                                  | 総選挙 最高 順位 |
| ---------- | ----------------- | ---------------------- | ------ | ----------- | -------------- | --------------------- | --------------------------------------------------------------------- | ---------------- |
| 水澤彩佳   | みずさわ あやか   | 1994年11月5日（30歳）  | 新潟県 | 1期         | 2017年3月31日  | -                     | 保育士資格・幼稚園教諭免許保有                                        | -                |
| 大滝友梨亜 | おおたき ゆりあ   | 1995年4月21日（30歳）  | 新潟県 | 1期         | 2017年10月31日 | -                     | [ 170 ] [ 171 ]                                                       | -                |
| 羽切瑠菜   | はぎり るな       | 1999年11月29日（25歳） | 群馬県 | 2期         | 2019年3月10日  | -                     | 辞退                                                                  | -                |
| 山崎美里衣 | やまざき みりい   | 2000年11月21日（24歳） | 北海道 | 2期         | 2019年6月12日  | -                     | 辞退                                                                  | -                |
| 高沢朋花   | たかざわ ともか   | 2003年6月1日（22歳）   | 新潟県 | 2期         | 2019年6月30日  | NEW BRiGHT PRODUCTION | 辞退                                                                  | -                |
| 渡邉歩咲   | わたなべ あゆさ   | 2001年3月9日（24歳）   | 山形県 | 2期         | 2019年6月30日  | -                     | 辞退                                                                  | -                |
| 高橋七実   | たかはし ななみ   | 2001年7月7日（24歳）   | 宮城県 | ドラフト3期 | 2020年3月31日  | -                     | 第3回ドラフト会議 チームNIII 3位指名 元チームNIII（初代・加藤）研究生 | -                |
| 中島光里   | なかじま ひかり   | 2004年9月8日（20歳）   | 長野県 | 3期         | 2022年7月1日   | -                     | 辞退                                                                  | -                |
| 柴野夕葵   | しばの ゆき       | 2003年12月4日（21歳）  | 新潟県 | 3期         | 2023年4月16日  | -                     | 辞退                                                                  | -                |
| 長谷朱桃   | はせ すもも       | 2006年2月23日（19歳）  | 東京都 | 3期         | 2024年1月31日  | -                     | [ 180 ]                                                               | -                |
| 新井りりの | あらい りりの     | 2004年7月15日（21歳）  | 群馬県 | 3期         | 2024年2月29日  | -                     | [ 153 ]                                                               | -                |
| 南川遥香   | みなみかわ はるか | 2004年12月4日（20歳）  | 千葉県 | 3期         | 2024年7月31日  | -                     | [ 181 ]                                                               | -                |
| 大竹琴真   | おおたけ こま     | 2008年8月10日（17歳）  | 新潟県 | 4期         | 2024年12月15日 | -                     | 辞退                                                                  | -                |
| 松坂紗帆   | まつざか さほ     | 2006年8月7日（19歳）   | 東京都 | 4期         | 2025年4月30日  | -                     | [ 183 ]                                                               | -                |
| 関野山凪   | せきのやま なぎ   | 2005年7月9日（20歳）   | 新潟県 | 4期         | 2025年7月31日  | -                     | [ 184 ] [ 185 ]                                                       | -                |

## グループ編成

### 歴代キャプテン
NGT48キャプテン
1. 北原里英（2015年 - 2018年4月18日）
2. 角ゆりあ（2019年9月1日 - 2022年3月31日）[186]
3. 藤崎未夢（2022年4月1日 - ）[136]

チームNIIIキャプテン
1. 北原里英（2016年5月15日 - 2018年4月18日）
2. 加藤美南（2018年6月30日 - 2019年4月21日）

チームNIII副キャプテン
1. 荻野由佳（2016年5月15日 - 2019年4月21日）
  - 2016年5月15日 - 2018年6月29日
  - 2018年6月30日 - 2019年4月21日：組閣体制

チームGキャプテン
1. 本間日陽（2018年7月1日 - 2019年4月21日）

チームG副キャプテン
1. 山口真帆（2018年7月1日 - 2019年4月21日）

### メンバー構成推移
これまで4度のメンバーオーディションを実施し、姉妹グループから移籍・兼任およびドラフト生を除く全てのメンバーがこれらのオーディションを経て加入している。
- 2018年2月25日から2019年4月21日までの各期欄の括弧は、（チーム付のドラフト3期研究生）の人数。
- 2019年5月1日からの各期欄の括弧は、（各期の研究生）の人数。

| 年月日           | 出来事 | 増減 | 合計 | 合計 | チーム別 | チーム別    | チーム別 | チーム別 | チーム別 | チーム別 | チーム別 | 加入期別人数変動          |
| 年月日           | 出来事 | 増減 | 全   | 正   | NIII     | G           | -        | -        | -        | -        | 研       | 加入期別人数変動          |
| 2015年           | 出来事 | 増減 | 全   | 正   | NIII     | G           | -        | -        | -        | -        | 研       | 加入期別人数変動          |
| ---------------- | --- | ---- | ---- | ---- | -------- | ----------- | -------- | -------- | -------- | -------- | -------- | ------------------------- |
| 3月26日          | AKB48チームK 北原里英の移籍（暫定兼任） およびAKB48チームB柏木由紀の兼任発表 | +2   | 2    | 2    |          |             |          |          |          |          |          |                           |
| 5月24日          | ドラフト2期生 加入発表 | +2   | 4    | 2    |          |             |          |          |          |          |          | ドラフト2期生2人          |
| 8月21日          | 1期生 お披露目 | +22  | 26   | 2    |          |             |          |          |          |          |          | 1期生22人                 |
| 8月27日          | 北原里英 AKB48から完全移籍（暫定兼任解消） |      | 26   | 2    |          |             |          |          |          |          |          |                           |
| 2016年           | 出来事 | 増減 | 全   | 正   | NIII     | G           | -        | -        | -        | -        | 研       | 加入期別人数変動          |
| 1月10日          | 劇場オープン、同時にチームNIII結成 |      | 26   | 16   | 16       |             |          |          |          |          | 10       |                           |
| 2017年           | 出来事 | 増減 | 全   | 正   | NIII     | G           | -        | -        | -        | -        | 研       | 加入期別人数変動          |
| 3月31日          | 研究生 水澤彩佳 卒業 | -1   | 25   | 16   | 16       |             |          |          |          |          | 9        | 1期生22人→21人            |
| 10月31日         | 研究生 大滝友梨亜 卒業 | -1   | 24   | 16   | 16       |             |          |          |          |          | 8        | 1期生21人→20人            |
| 2018年           | 出来事 | 増減 | 全   | 正   | NIII     | G           | -        | -        | -        | -        | 研       | 加入期別人数変動          |
| 2月25日          | ドラフト3期生 お披露目 | +5   | 29   | 16   | 16 (5)   |             |          |          |          |          | 13       | ドラフト3期生5人          |
| 4月13日          | 研究生 角ゆりあ・日下部愛菜・清司麗菜・髙橋真生・中村歩加・奈良未遥・西村菜那子・宮島亜弥 昇格発表                                                                                       |      | 29   | 16   | 16 (5)   |             |          |          |          |          | 5        |                           |
| 4月30日          | チームNIII 北原里英 卒業 | -1   | 28   | 15   | 15 (5)   |             |          |          |          |          | 5        |                           |
| 6月12日          | 2期生 お披露目 | +16  | 44   | 15   | 15 (5)   |             |          |          |          |          | 21       | 2期生16人                 |
| 6月30日 - 7月1日 | 新チーム体制に再編 チームG結成（7月1日） |      | 44   | 23   | 12 (5)   | 11          |          |          |          |          | 21       |                           |
| 8月7日           | チームNIII 宮島亜弥 卒業 | -1   | 43   | 22   | 11 (5)   | 11          |          |          |          |          | 21       | 1期生20人→19人            |
| 10月6日          | チームNIII 髙橋真生 卒業 | -1   | 42   | 21   | 10 (5)   | 11          |          |          |          |          | 21       | 1期生19人→18人            |
| 2019年           | 出来事 | 増減 | 全   | 正   | NIII     | G           | -        | -        | -        | -        | 研       | 加入期別人数変動          |
| 3月10日          | 研究生 羽切瑠菜 辞退 | -1   | 41   | 21   | 10 (5)   | 11          |          |          |          |          | 20       | 2期生16人→15人            |
| 4月21日          | チームNIII 柏木由紀 兼任解除 | -1   | 40   | 20   | 9 (5)    | 11          |          |          |          |          | 20       |                           |
|                  | 出来事 | 増減 | 全   | 正   | 1期      | ドラフト3期 | 2期      | -        | -        | -        | 研       | 加入期別人数変動          |
| 5月1日           | チーム制度 取りやめ |      | 40   | 20   | 20       | (5)         | (15)     |          |          |          | 20       |                           |
| 5月19日          | 1期生 菅原りこ・長谷川玲奈・山口真帆 卒業 | -3   | 37   | 17   | 17       | (5)         | (15)     |          |          |          | 20       | 1期生18人→15人            |
| 5月21日          | 1期生 加藤美南 研究生降格 |      | 37   | 16   | 16 (1)   | (5)         | (15)     |          |          |          | 21       |                           |
| 6月12日          | 研究生 山崎美里衣 辞退 | -1   | 36   | 16   | 16 (1)   | (5)         | (14)     |          |          |          | 20       | 2期生15人→14人            |
| 6月30日          | 研究生 高沢朋花・渡邉歩咲 辞退 | -2   | 34   | 16   | 16 (1)   | (5)         | (12)     |          |          |          | 18       | 2期生14人→12人            |
| 9月1日           | 1期生 村雲颯香 卒業 | -1   | 33   | 15   | 15 (1)   | (5)         | (12)     |          |          |          | 18       | 1期生15人→14人            |
| 9月30日          | 1期生 佐藤杏樹 卒業 | -1   | 32   | 14   | 14 (1)   | (5)         | (12)     |          |          |          | 18       | 1期生14人→13人            |
| 2020年           | 出来事 | 増減 | 全   | 正   | 1期      | ドラフト3期 | 2期      | -        | -        | -        | 研       | 加入期別人数変動          |
| 3月23日          | 1期生 高倉萌香 卒業 | -1   | 31   | 13   | 13 (1)   | (5)         | (12)     |          |          |          | 18       | 1期生13人→12人            |
| 3月31日          | 研究生 高橋七実 辞退 | -1   | 30   | 13   | 13 (1)   | (4)         | (12)     |          |          |          | 17       | ドラフト3期生5人→4人      |
| 10月31日         | 1期生 太野彩香 卒業 | -1   | 29   | 12   | 12 (1)   | (4)         | (12)     |          |          |          | 17       | 1期生12人→11人            |
| 12月25日         | 研究生 安藤千伽奈・大塚七海・小越春花・加藤美南・川越紗彩・小見山沙空・佐藤海里・曽我部優芽・對馬優菜子・寺田陽菜・富永夢有・藤崎未夢・古澤愛・古舘葵・真下華穂・三村妃乃・諸橋姫向 昇格 |      | 29   | 29   | 13       | 4           | 12       |          |          |          | -        |                           |
| 2021年           | 出来事 | 増減 | 全   | 正   | 1期      | ドラフト3期 | 2期      | -        | -        | -        | 研       | 加入期別人数変動          |
| 1月31日          | 1期生 加藤美南 卒業 | -1   | 28   | 28   | 12       | 4           | 12       |          |          |          | -        | 1期生11人→10人            |
| 11月8日          | 1期生 荻野由佳 卒業 | -1   | 27   | 27   | 11       | 4           | 12       |          |          |          | -        | ドラフト2期生2人→1人      |
| 12月31日         | 2期生 小見山沙空 卒業 | -1   | 26   | 26   | 11       | 4           | 11       |          |          |          | -        | 2期生12人→11人            |
| 2022年           | 出来事 | 増減 | 全   | 正   | 1期      | ドラフト3期 | 2期      | 3期      | -        | -        | 研       | 加入期別人数変動          |
| 2月28日          | 1期生 山田野絵 卒業 | -1   | 25   | 25   | 10       | 4           | 11       |          |          |          | -        | 1期生10人→9人             |
| 3月31日          | 1期生 角ゆりあ 卒業 | -1   | 24   | 24   | 9        | 4           | 11       |          |          |          | -        | 1期生9人→8人              |
| 4月30日          | 1期生 日下部愛菜 卒業 | -1   | 23   | 23   | 8        | 4           | 11       |          |          |          | -        | 1期生8人→7人              |
| 6月1日           | 3期生 お披露目 | +12  | 35   | 23   | 7        | 4           | 11       | (12)     |          |          | 12       | 3期生12人                 |
| 6月30日          | 1期生 中村歩加 卒業 | -1   | 34   | 22   | 7        | 4           | 11       | (12)     |          |          | 12       | 1期生7人→6人              |
| 7月1日           | 研究生 中島光里 辞退 | -1   | 33   | 22   | 7        | 4           | 11       | (11)     |          |          | 11       | 3期生12人→11人            |
| 8月16日          | 2期生 富永夢有 辞退 | -1   | 32   | 21   | 7        | 4           | 10       | (11)     |          |          | 11       | 2期生11人→10人            |
| 8月31日          | 2期生 寺田陽菜 卒業 | -1   | 31   | 20   | 7        | 4           | 9        | (11)     |          |          | 11       | 2期生10人→9人             |
| 9月27日          | ドラフト3期生 對馬優菜子 卒業 | -1   | 30   | 19   | 7        | 3           | 9        | (11)     |          |          | 11       | ドラフト3期生4人→3人      |
| 9月30日          | 1期生 西村菜那子 卒業 | -1   | 29   | 18   | 6        | 3           | 9        | (11)     |          |          | 11       | 1期生6人→5人              |
| 10月31日         | 2期生 諸橋姫向 卒業 | -1   | 28   | 17   | 6        | 3           | 8        | (11)     |          |          | 11       | 2期生9人→8人              |
| 12月31日         | 1期生 小熊倫実 卒業 | -1   | 27   | 16   | 5        | 3           | 8        | (11)     |          |          | 11       | 1期生5人→4人              |
| 2023年           | 出来事 | 増減 | 全   | 正   | 1期      | ドラフト3期 | 2期      | 3期      | 4期      | -        | 研       | 加入期別人数変動          |
| 2月28日          | ドラフト3期生 安藤千伽奈 卒業 | -1   | 26   | 15   | 5        | 2           | 8        | (11)     |          |          | 11       | ドラフト3期生3人→2人      |
| 3月31日          | 2期生 古舘葵 卒業 | -1   | 25   | 14   | 5        | 2           | 7        | (11)     |          |          | 11       | 2期生8人→7人              |
| 4月16日          | 研究生 柴野夕葵 辞退 | -1   | 24   | 14   | 5        | 2           | 7        | (10)     |          |          | 10       | 3期生11人→10人            |
| 8月5日           | 研究生 北村優羽、水津菜月、杉本萌 昇格発表 |      | 24   | 14   | 5        | 2           | 7        | (10)     |          |          | 10       |                           |
| 8月31日          | 1期生 中井りか 卒業 | -1   | 23   | 13   | 4        | 2           | 7        | (10)     |          |          | 10       | 1期生4人→3人              |
| 12月10日         | 研究生 北村優羽、水津菜月、杉本萌 昇格 4期生 お披露目 | +13  | 36   | 16   | 4        | 2           | 7        | 3 （7）  | （13）   |          | 20       | 4期生13人                 |
| 2024年           | 出来事 | 増減 | 全   | 正   | 1期      | ドラフト3期 | 2期      | 3期      | 4期      | -        | 研       | 加入期別人数変動          |
| 1月27日          | 2期生 古澤愛 卒業 | -1   | 35   | 15   | 4        | 2           | 6        | 3 （7）  | （13）   |          | 20       | 2期生7人→6人              |
| 1月31日          | 研究生 長谷朱桃 卒業 | -1   | 34   | 15   | 4        | 2           | 6        | 3 （6）  | （13）   |          | 19       | 3期生10人→9人             |
| 2月29日          | 2期生 川越紗彩・曽我部優芽、研究生 新井りりの 卒業 | -3   | 31   | 13   | 4        | 2           | 4        | 3 （5）  | （13）   |          | 18       | 2期生6人→4人 3期生9人→8人 |
| 4月13日          | 1期生 本間日陽 卒業 | -1   | 30   | 12   | 3        | 2           | 4        | 3 （5）  | （13）   |          | 18       | 1期生3人→2人              |
| 6月30日          | 2期生 真下華穂 卒業 | -1   | 29   | 11   | 3        | 2           | 3        | 3 （5）  | （13）   |          | 18       | 2期生4人→3人              |
| 7月31日          | 研究生 南川遥香 卒業 | -1   | 28   | 11   | 3        | 2           | 3        | 3 （4）  | （13）   |          | 17       | 3期生8人→7人              |
| 8月18日          | 研究生 磯部瑠紅、喜多花恵、木本優菜、鈴木凛々花 昇格発表 |      | 28   | 11   | 3        | 2           | 3        | 3 （4）  | （13）   |          | 17       |                           |
| 11月30日         | 1期生 奈良未遥 卒業 | -1   | 27   | 10   | 2        | 2           | 3        | 3 （4）  | （13）   |          | 17       | 1期生2人→1人              |
| 12月14日         | 研究生 磯部瑠紅、喜多花恵、木本優菜、鈴木凛々花 昇格 |      | 27   | 14   | 2        | 2           | 3        | 7        | （13）   |          | 13       |                           |
| 12月15日         | 研究生 大竹琴真 辞退 | -1   | 26   | 14   | 2        | 2           | 3        | 7        | （12）   |          | 12       | 4期生13人→12人            |
| 12月31日         | 2期生 小越春花 卒業 | -1   | 25   | 13   | 2        | 2           | 2        | 7        | （12）   |          | 12       | 2期生3人→2人              |
| 2025年           | 出来事 | 増減 | 全   | 正   | 1期      | ドラフト3期 | 2期      | 3期      | 4期      | 5期      | 研       | 加入期別人数変動          |
| 1月25日          | 5期生 お披露目 | +11  | 36   | 13   | 2        | 2           | 2        | 7        | （12）   | （11）   | 23       | 5期生11人                 |
| 4月30日          | 研究生 松坂紗帆 卒業 | -1   | 35   | 13   | 2        | 2           | 2        | 7        | （11）   | （11）   | 22       | 4期生12人→11人            |
| 7月31日          | 研究生 関野山凪 卒業 | -1   | 34   | 13   | 2        | 2           | 2        | 7        | （11）   | （10）   | 21       | 4期生11人→10人            |

### 研究生から正規メンバーへの昇格者
| 発表日   | 配属日   | 氏名       | 加入期      | 昇格先 | 備考 |
| 2018年   | 2018年   | 氏名       | 加入期      | 昇格先 | 備考 |
| -------- | -------- | ---------- | ----------- | ------ | --- |
| 4月13日  | 6月30日  | 清司麗菜   | 1期         | NIII   | 降格メンバー以外1期生最初で最後の昇格者。 宮島は2018年8月7日、髙橋は2018年10月6日、角は2022年3月31日、日下部は2022年4月30日、中村は2022年6月30日、西村は2022年9月30日、奈良は2024年11月30日卒業。 |
| 4月13日  | 6月30日  | 髙橋真生   | 1期         | NIII   | 降格メンバー以外1期生最初で最後の昇格者。 宮島は2018年8月7日、髙橋は2018年10月6日、角は2022年3月31日、日下部は2022年4月30日、中村は2022年6月30日、西村は2022年9月30日、奈良は2024年11月30日卒業。 |
| 4月13日  | 6月30日  | 西村菜那子 | 1期         | NIII   | 降格メンバー以外1期生最初で最後の昇格者。 宮島は2018年8月7日、髙橋は2018年10月6日、角は2022年3月31日、日下部は2022年4月30日、中村は2022年6月30日、西村は2022年9月30日、奈良は2024年11月30日卒業。 |
| 4月13日  | 6月30日  | 宮島亜弥   | 1期         | NIII   | 降格メンバー以外1期生最初で最後の昇格者。 宮島は2018年8月7日、髙橋は2018年10月6日、角は2022年3月31日、日下部は2022年4月30日、中村は2022年6月30日、西村は2022年9月30日、奈良は2024年11月30日卒業。 |
| 4月13日  | 7月1日   | 角ゆりあ   | 1期         | G      | 降格メンバー以外1期生最初で最後の昇格者。 宮島は2018年8月7日、髙橋は2018年10月6日、角は2022年3月31日、日下部は2022年4月30日、中村は2022年6月30日、西村は2022年9月30日、奈良は2024年11月30日卒業。 |
| 4月13日  | 7月1日   | 日下部愛菜 | 1期         | G      | 降格メンバー以外1期生最初で最後の昇格者。 宮島は2018年8月7日、髙橋は2018年10月6日、角は2022年3月31日、日下部は2022年4月30日、中村は2022年6月30日、西村は2022年9月30日、奈良は2024年11月30日卒業。 |
| 4月13日  | 7月1日   | 中村歩加   | 1期         | G      | 降格メンバー以外1期生最初で最後の昇格者。 宮島は2018年8月7日、髙橋は2018年10月6日、角は2022年3月31日、日下部は2022年4月30日、中村は2022年6月30日、西村は2022年9月30日、奈良は2024年11月30日卒業。 |
| 4月13日  | 7月1日   | 奈良未遥   | 1期         | G      | 降格メンバー以外1期生最初で最後の昇格者。 宮島は2018年8月7日、髙橋は2018年10月6日、角は2022年3月31日、日下部は2022年4月30日、中村は2022年6月30日、西村は2022年9月30日、奈良は2024年11月30日卒業。 |
| 2020年   | 2020年   | 氏名       | 加入期      | 昇格先 | 備考 |
| 12月25日 | 12月26日 |            |             |        | |
| 12月25日 | 12月26日 | 加藤美南   | 1期         | -      | NGT48ドラフト3期生・2期生は一斉に昇格。 AKB48グループ ドラフト3期生最後の昇格者。 加藤は2019年5月研究生降格以来、約1年7ヶ月ぶり正規メンバーへ復帰。 加藤は2021年1月31日、小見山は2021年12月31日卒業。 富永は2022年8月16日辞退。 寺田は2022年8月31日、對馬は2022年9月27日、諸橋は2022年10月31日、安藤は2023年2月28日、古舘は2023年3月31日、古澤は2024年1月27日、川越・曽我部は2024年2月29日、真下は2024年6月30日、小越は2024年12月31日卒業。 |
| 12月25日 | 12月26日 | 安藤千伽奈 | ドラフト3期 | -      | NGT48ドラフト3期生・2期生は一斉に昇格。 AKB48グループ ドラフト3期生最後の昇格者。 加藤は2019年5月研究生降格以来、約1年7ヶ月ぶり正規メンバーへ復帰。 加藤は2021年1月31日、小見山は2021年12月31日卒業。 富永は2022年8月16日辞退。 寺田は2022年8月31日、對馬は2022年9月27日、諸橋は2022年10月31日、安藤は2023年2月28日、古舘は2023年3月31日、古澤は2024年1月27日、川越・曽我部は2024年2月29日、真下は2024年6月30日、小越は2024年12月31日卒業。 |
| 12月25日 | 12月26日 | 佐藤海里   | ドラフト3期 | -      | NGT48ドラフト3期生・2期生は一斉に昇格。 AKB48グループ ドラフト3期生最後の昇格者。 加藤は2019年5月研究生降格以来、約1年7ヶ月ぶり正規メンバーへ復帰。 加藤は2021年1月31日、小見山は2021年12月31日卒業。 富永は2022年8月16日辞退。 寺田は2022年8月31日、對馬は2022年9月27日、諸橋は2022年10月31日、安藤は2023年2月28日、古舘は2023年3月31日、古澤は2024年1月27日、川越・曽我部は2024年2月29日、真下は2024年6月30日、小越は2024年12月31日卒業。 |
| 12月25日 | 12月26日 | 對馬優菜子 | ドラフト3期 | -      | NGT48ドラフト3期生・2期生は一斉に昇格。 AKB48グループ ドラフト3期生最後の昇格者。 加藤は2019年5月研究生降格以来、約1年7ヶ月ぶり正規メンバーへ復帰。 加藤は2021年1月31日、小見山は2021年12月31日卒業。 富永は2022年8月16日辞退。 寺田は2022年8月31日、對馬は2022年9月27日、諸橋は2022年10月31日、安藤は2023年2月28日、古舘は2023年3月31日、古澤は2024年1月27日、川越・曽我部は2024年2月29日、真下は2024年6月30日、小越は2024年12月31日卒業。 |
| 12月25日 | 12月26日 | 藤崎未夢   | ドラフト3期 | -      | NGT48ドラフト3期生・2期生は一斉に昇格。 AKB48グループ ドラフト3期生最後の昇格者。 加藤は2019年5月研究生降格以来、約1年7ヶ月ぶり正規メンバーへ復帰。 加藤は2021年1月31日、小見山は2021年12月31日卒業。 富永は2022年8月16日辞退。 寺田は2022年8月31日、對馬は2022年9月27日、諸橋は2022年10月31日、安藤は2023年2月28日、古舘は2023年3月31日、古澤は2024年1月27日、川越・曽我部は2024年2月29日、真下は2024年6月30日、小越は2024年12月31日卒業。 |
| 12月25日 | 12月26日 | 大塚七海   | 2期         | -      | NGT48ドラフト3期生・2期生は一斉に昇格。 AKB48グループ ドラフト3期生最後の昇格者。 加藤は2019年5月研究生降格以来、約1年7ヶ月ぶり正規メンバーへ復帰。 加藤は2021年1月31日、小見山は2021年12月31日卒業。 富永は2022年8月16日辞退。 寺田は2022年8月31日、對馬は2022年9月27日、諸橋は2022年10月31日、安藤は2023年2月28日、古舘は2023年3月31日、古澤は2024年1月27日、川越・曽我部は2024年2月29日、真下は2024年6月30日、小越は2024年12月31日卒業。 |
| 12月25日 | 12月26日 | 小越春花   | 2期         | -      | NGT48ドラフト3期生・2期生は一斉に昇格。 AKB48グループ ドラフト3期生最後の昇格者。 加藤は2019年5月研究生降格以来、約1年7ヶ月ぶり正規メンバーへ復帰。 加藤は2021年1月31日、小見山は2021年12月31日卒業。 富永は2022年8月16日辞退。 寺田は2022年8月31日、對馬は2022年9月27日、諸橋は2022年10月31日、安藤は2023年2月28日、古舘は2023年3月31日、古澤は2024年1月27日、川越・曽我部は2024年2月29日、真下は2024年6月30日、小越は2024年12月31日卒業。 |
| 12月25日 | 12月26日 | 川越紗彩   | 2期         | -      | NGT48ドラフト3期生・2期生は一斉に昇格。 AKB48グループ ドラフト3期生最後の昇格者。 加藤は2019年5月研究生降格以来、約1年7ヶ月ぶり正規メンバーへ復帰。 加藤は2021年1月31日、小見山は2021年12月31日卒業。 富永は2022年8月16日辞退。 寺田は2022年8月31日、對馬は2022年9月27日、諸橋は2022年10月31日、安藤は2023年2月28日、古舘は2023年3月31日、古澤は2024年1月27日、川越・曽我部は2024年2月29日、真下は2024年6月30日、小越は2024年12月31日卒業。 |
| 12月25日 | 12月26日 | 小見山沙空 | 2期         | -      | NGT48ドラフト3期生・2期生は一斉に昇格。 AKB48グループ ドラフト3期生最後の昇格者。 加藤は2019年5月研究生降格以来、約1年7ヶ月ぶり正規メンバーへ復帰。 加藤は2021年1月31日、小見山は2021年12月31日卒業。 富永は2022年8月16日辞退。 寺田は2022年8月31日、對馬は2022年9月27日、諸橋は2022年10月31日、安藤は2023年2月28日、古舘は2023年3月31日、古澤は2024年1月27日、川越・曽我部は2024年2月29日、真下は2024年6月30日、小越は2024年12月31日卒業。 |
| 12月25日 | 12月26日 | 曽我部優芽 | 2期         | -      | NGT48ドラフト3期生・2期生は一斉に昇格。 AKB48グループ ドラフト3期生最後の昇格者。 加藤は2019年5月研究生降格以来、約1年7ヶ月ぶり正規メンバーへ復帰。 加藤は2021年1月31日、小見山は2021年12月31日卒業。 富永は2022年8月16日辞退。 寺田は2022年8月31日、對馬は2022年9月27日、諸橋は2022年10月31日、安藤は2023年2月28日、古舘は2023年3月31日、古澤は2024年1月27日、川越・曽我部は2024年2月29日、真下は2024年6月30日、小越は2024年12月31日卒業。 |
| 12月25日 | 12月26日 | 寺田陽菜   | 2期         | -      | NGT48ドラフト3期生・2期生は一斉に昇格。 AKB48グループ ドラフト3期生最後の昇格者。 加藤は2019年5月研究生降格以来、約1年7ヶ月ぶり正規メンバーへ復帰。 加藤は2021年1月31日、小見山は2021年12月31日卒業。 富永は2022年8月16日辞退。 寺田は2022年8月31日、對馬は2022年9月27日、諸橋は2022年10月31日、安藤は2023年2月28日、古舘は2023年3月31日、古澤は2024年1月27日、川越・曽我部は2024年2月29日、真下は2024年6月30日、小越は2024年12月31日卒業。 |
| 12月25日 | 12月26日 | 富永夢有   | 2期         | -      | NGT48ドラフト3期生・2期生は一斉に昇格。 AKB48グループ ドラフト3期生最後の昇格者。 加藤は2019年5月研究生降格以来、約1年7ヶ月ぶり正規メンバーへ復帰。 加藤は2021年1月31日、小見山は2021年12月31日卒業。 富永は2022年8月16日辞退。 寺田は2022年8月31日、對馬は2022年9月27日、諸橋は2022年10月31日、安藤は2023年2月28日、古舘は2023年3月31日、古澤は2024年1月27日、川越・曽我部は2024年2月29日、真下は2024年6月30日、小越は2024年12月31日卒業。 |
| 12月25日 | 12月26日 | 古澤愛     | 2期         | -      | NGT48ドラフト3期生・2期生は一斉に昇格。 AKB48グループ ドラフト3期生最後の昇格者。 加藤は2019年5月研究生降格以来、約1年7ヶ月ぶり正規メンバーへ復帰。 加藤は2021年1月31日、小見山は2021年12月31日卒業。 富永は2022年8月16日辞退。 寺田は2022年8月31日、對馬は2022年9月27日、諸橋は2022年10月31日、安藤は2023年2月28日、古舘は2023年3月31日、古澤は2024年1月27日、川越・曽我部は2024年2月29日、真下は2024年6月30日、小越は2024年12月31日卒業。 |
| 12月25日 | 12月26日 | 古舘葵     | 2期         | -      | NGT48ドラフト3期生・2期生は一斉に昇格。 AKB48グループ ドラフト3期生最後の昇格者。 加藤は2019年5月研究生降格以来、約1年7ヶ月ぶり正規メンバーへ復帰。 加藤は2021年1月31日、小見山は2021年12月31日卒業。 富永は2022年8月16日辞退。 寺田は2022年8月31日、對馬は2022年9月27日、諸橋は2022年10月31日、安藤は2023年2月28日、古舘は2023年3月31日、古澤は2024年1月27日、川越・曽我部は2024年2月29日、真下は2024年6月30日、小越は2024年12月31日卒業。 |
| 12月25日 | 12月26日 | 真下華穂   | 2期         | -      | NGT48ドラフト3期生・2期生は一斉に昇格。 AKB48グループ ドラフト3期生最後の昇格者。 加藤は2019年5月研究生降格以来、約1年7ヶ月ぶり正規メンバーへ復帰。 加藤は2021年1月31日、小見山は2021年12月31日卒業。 富永は2022年8月16日辞退。 寺田は2022年8月31日、對馬は2022年9月27日、諸橋は2022年10月31日、安藤は2023年2月28日、古舘は2023年3月31日、古澤は2024年1月27日、川越・曽我部は2024年2月29日、真下は2024年6月30日、小越は2024年12月31日卒業。 |
| 12月25日 | 12月26日 | 三村妃乃   | 2期         | -      | NGT48ドラフト3期生・2期生は一斉に昇格。 AKB48グループ ドラフト3期生最後の昇格者。 加藤は2019年5月研究生降格以来、約1年7ヶ月ぶり正規メンバーへ復帰。 加藤は2021年1月31日、小見山は2021年12月31日卒業。 富永は2022年8月16日辞退。 寺田は2022年8月31日、對馬は2022年9月27日、諸橋は2022年10月31日、安藤は2023年2月28日、古舘は2023年3月31日、古澤は2024年1月27日、川越・曽我部は2024年2月29日、真下は2024年6月30日、小越は2024年12月31日卒業。 |
| 12月25日 | 12月26日 | 諸橋姫向   | 2期         | -      | NGT48ドラフト3期生・2期生は一斉に昇格。 AKB48グループ ドラフト3期生最後の昇格者。 加藤は2019年5月研究生降格以来、約1年7ヶ月ぶり正規メンバーへ復帰。 加藤は2021年1月31日、小見山は2021年12月31日卒業。 富永は2022年8月16日辞退。 寺田は2022年8月31日、對馬は2022年9月27日、諸橋は2022年10月31日、安藤は2023年2月28日、古舘は2023年3月31日、古澤は2024年1月27日、川越・曽我部は2024年2月29日、真下は2024年6月30日、小越は2024年12月31日卒業。 |
| 2023年   | 2023年   | 氏名       | 加入期      | 昇格先 | 備考 |
| 8月5日   | 12月10日 | 北村優羽   | 3期         | -      | 3期生昇格第1号。 |
| 8月5日   | 12月10日 | 水津菜月   | 3期         | -      | 3期生昇格第1号。 |
| 8月5日   | 12月10日 | 杉本萌     | 3期         | -      | 3期生昇格第1号。 |
| 2024年   | 2024年   | 氏名       | 加入期      | 昇格先 | 備考 |
| 8月18日  | 12月14日 | 磯部瑠紅   | 3期         | -      | 3期生最後の昇格者。 |
| 8月18日  | 12月14日 | 喜多花恵   | 3期         | -      | 3期生最後の昇格者。 |
| 8月18日  | 12月14日 | 木本優菜   | 3期         | -      | 3期生最後の昇格者。 |
| 8月18日  | 12月14日 | 鈴木凛々花 | 3期         | -      | 3期生最後の昇格者。 |

### チーム体制の推移
| NIII                                                    | G       |
| 初代チームNIII                                          |         |
| 2018年組閣体制（2018年6月30日・7月1日 - 2019年4月21日） |         |
| 加藤チームNIII                                          | チームG |
| 2019年チーム制廃止（2019年5月1日 - ）                   |         |

### 旧チーム体制
各メンバーの当該チームでの活動期間については#メンバー構成推移を、キャプテン・副キャプテンの在任期間は#歴代キャプテンを参照。
- 太字：結成時のメンバー
- ■：チーム活動期間中にグループの活動を終了（卒業）したメンバー
- (C)：チームキャプテン
- (V)：チーム副キャプテン

| 旧体制 （2016年1月10日 - 2018年6月）         | 初代チームNIII | |
| 旧体制 （2016年1月10日 - 2018年6月）         | - 荻野由佳 (V) - 小熊倫実 - 柏木由紀 - 加藤美南 - 北原里英 (C) ■ - 佐藤杏樹 - 菅原りこ - 高倉萌香 - 太野彩香 - 中井りか - 西潟茉莉奈 - 長谷川玲奈 - 本間日陽 - 村雲颯香 - 山口真帆 - 山田野絵 | |
| 2018年組閣体制 （2018年7月 - 2019年4月21日） | 加藤チームNIII | チームG |
| 2018年組閣体制 （2018年7月 - 2019年4月21日） | - 荻野由佳 (V) - 柏木由紀 ■ - 加藤美南 (C) - 佐藤杏樹 - 清司麗菜 - 高倉萌香 - 髙橋真生 ■ - 太野彩香 - 西潟茉莉奈 - 西村菜那子 - 宮島亜弥 ■ - 山田野絵                                         | - 小熊倫実 - 角ゆりあ - 日下部愛菜 - 菅原りこ - 中井りか - 中村歩加 - 奈良未遥 - 長谷川玲奈 - 本間日陽 (C) - 村雲颯香 - 山口真帆 (V) |

### チーム再編

#### 組閣
NGT48初のチーム再編であり、チームGの発足が発表された。チームNIIIドラフト研究生は据え置きとなった。
- 発表：2018年4月13日『NGT48単独コンサート〜朱鷺は来た!新潟から全国へ!〜』
- 施行：2018年6月30日 - 7月1日

|              |            | 新所属                                                                                                  | 新所属                                                           | 新所属   |
| 新チームNIII | チームG    | 卒業 |                                                                  |          |
| ------------ | ---------- | --- | ---------------------------------------------------------------- | -------- |
| 旧所属       | チームNIII | 荻野由佳（副キャプテン） 柏木由紀 加藤美南（キャプテン） 佐藤杏樹 高倉萌香 太野彩香 西潟茉莉奈 山田野絵 | 小熊倫実 菅原りこ 中井りか 長谷川玲奈 本間日陽 村雲颯香 山口真帆 | 北原里英 |
| 旧所属       | 研究生     | 清司麗菜 高橋真生 西村菜那子 宮島亜弥                                                                   | 角ゆりあ 日下部愛菜 中村歩加 奈良未遥                            |          |

## ユニット

### 中二病Forever
中二病Forever（ちゅうにびょうフォーエバー）は、加入時に中学2年生（2001年度生）であったメンバーで構成される「公式?ユニット」である。
- 日下部愛菜、佐藤杏樹、清司麗菜、高倉萌香、髙橋真生

### 中井りかとロス・インディオス
中井りか と ロス・インディオスは、中井りかとコーラスグループ「ロス・インディオス」のコラボレーションである。2ndシングルカップリング曲「抱いてやっちゃ桜木町」を歌唱した。
- 中井りか
- ロス・インディオス：棚橋静雄、東郷太郎、三崎一平

### 2ki
2ki（ニキ）は、『AKB48グループ 第2回ユニットじゃんけん大会』に出場した2期生によるユニットであり、準優勝により楽曲の制作が決定した。
- 大塚七海、小越春花、川越紗彩、小見山沙空、曽我部優芽、高沢朋花、寺田陽菜、富永夢有、羽切瑠菜、古澤愛、古舘葵、真下華穂、三村妃乃、諸橋姫向、山崎美里衣、渡邉歩咲

### CloudyCloudy
CloudyCloudy（クラウディクラウディ）は、中井りかのプロデュースにより結成され、2021年5月31日にお披露目された公式ユニットである。愛称は「くらくら」。
中井りか、小熊倫実、小越春花、對馬優菜子の4人で発足した。對馬が2022年9月27日、小熊が同年12月31日の卒業に伴い、12月19日にSHOWROOMにおいて追加メンバーとして奈良未遥、川越紗彩、北村優羽、柴野夕葵の4人の加入が発表された。2023年7月30日に水津菜月が新たに加入することが発表された。

## オーディション
- 合格者・不合格者のうち太字となっているのは2025年7月28日現在、在籍しているメンバー

### 第1期生オーディション
募集要項
- 応募資格：合格後日常的にNGT48劇場に通うことが出来る、2015年5月18日時点で11歳から23歳位までのプロダクションに所属していない女性
- 応募期間：2015年4月10日 - 5月18日
- 一次審査 - 書類選考：応募総数5,850名
- 二次審査 - 面接（2015年7月11日）：参加者181名
- 三次最終審査 - 実技（ダンス・歌唱）（2015年7月25日）：参加者74名 → 合格者22名

三次最終審査には二次審査通過者に加え、過去のAKB48グループオーディション最終審査落選者や元バイトAKBメンバーなど、最終審査参加資格保有者も参加した。
合格者
大滝友梨亜、小熊倫実、加藤美南、角ゆりあ、日下部愛菜、佐藤杏樹、菅原りこ、清司麗菜、高倉萌香、髙橋真生、太野彩香、中井りか、中村歩加、奈良未遥、西村菜那子、長谷川玲奈、本間日陽、水澤彩佳、宮島亜弥、村雲颯香、山口真帆、山田野絵
合格倍率
約266倍
主な不合格者
土路生優里（元STU48）、藤崎未夢 （ドラフト3期生）

### 第2期生オーディション
新潟市のIターン事業「新潟市移住プロモーション」とのコラボレーションにより、新潟市の支援を受けて実施された。自治体と連携したオーディションはAKB48グループ初の試みである。
募集要項
- 応募資格：経験不問。合格した時点でNGT48として専属契約ができ、日常的にNGT48劇場に通うことができる、2018年2月28日時点で12歳から22歳までのプロダクションに所属していない女性。
- 応募期間：2018年2月1日 - 2月28日
- 1次審査 - 書類：応募総数4,100名
- 2次審査 - 面接（2018年4月7日）：参加者131名
- SHOWROOM部門（2018年4月16日17時00分 - 4月25日19時59分）
- 最終審査 - ダンス・歌唱（2018年4月28日）：参加者53名 → 合格者19名 → 16名（3名辞退）

合格者
大塚七海、小越春花、川越紗彩、小見山沙空、曽我部優芽、高沢朋花、寺田陽菜、富永夢有、羽切瑠菜、古澤愛、古舘葵、真下華穂、三村妃乃、諸橋姫向、山崎美里衣、渡邉歩咲

### 第3期生オーディション
募集要項
- 応募資格：経験不問。合格した時点でNGT48として専属契約ができ、日常的にNGT48劇場に通うことができる、2022年4月2日時点で12歳から20歳までのプロダクションに所属していない女性。
- 応募期間：2022年1月11日 18:00 - 2月28日 23:59
- 1次審査 - 書類
- 2次審査 - オンライン（2022年3月11日 - 20日）
- 3次審査 - 面接（2022年3月26日・27日）
- SHOWROOM部門（2022年4月5日 - 8日）
- 最終審査 - （2022年4月9日・10日）

合格者
新井りりの、磯部瑠紅、喜多花恵、北村優羽、木本優菜、柴野夕葵、水津菜月、杉本萌、鈴木凜々花、中島光里、長谷朱桃、南川遥香
主な不合格者
丸山ひなた（AKB48）

### 第4期生オーディション
募集要項
- 応募資格：経験不問。合格した時点でNGT48として専属契約ができ、日常的にNGT48劇場に通うことができる、2023年4月1日時点で12歳から21歳までのプロダクションに所属していない女性。
- 応募期間：2023年6月5日 15:00 - 6月30日 23:59
- 1次審査 - 書類
- 2次審査 - オンライン（2023年7月15日・16日、東京・新潟での開催を予定）
- 3次審査 - 面接（2023年8月12日・13日、東京・新潟での開催を予定）
- 最終審査 - （2023年8月26日・27日、新潟での開催を予定）：

合格者
浅生珠菜、磯崎菜々、大竹琴真、奥村百花、木本杏菜、佐藤広花、新沢葵唯、関野山凪、高島柚愛、西川晴菜、原愛実、松坂紗帆、吉原愛里衣

### 第5期生オーディション
募集要項
- 応募資格：経験不問。合格した時点でNGT48として専属契約ができ、日常的にNGT48劇場に通うことができる、2024年11月1日時点で12歳からのプロダクションに所属していない女性。
- 応募期間：2024年11月1日 15:00 - 11月17日 23:59
- 1次審査 - 書類
- 2次審査 - 面接（2024年11月24日、12月1日、東京・新潟での開催）
- 3次審査 - 面談/実技審査（2024年12月14日・15日、東京・新潟での開催）
- SHOWROOM部門（2024年12月23日 - 27日）
- 最終審査 - 面談/実技審査（2024年12月28日、新潟での開催を予定）

合格者
安座間結、阿達夢、大町佑香、甲斐瑞季、北澤百音、佐藤柚花、須藤凜華、谷口陽香、辻田季音、中田麻実、皆川日和

### AKB48グループ ドラフト会議

#### 第2回
当初NGT48はドラフト会議に参加する予定はなかったが、第1期生オーディション期間中に参加が緊急決定した。2015年5月10日、第2回ドラフト会議開催。最終候補者47名中被指名者24名、うちNGT48から2名が指名された。2015年5月24日加入発表。
指名を受けた候補者（数字は指名順位）
NGT48：西潟茉莉奈（1）、荻野由佳（2）
特記すべき指名漏れ候補者（のちにNGT48加入）
日下部愛菜（1期生）、清司麗菜（1期生）、西村菜那子（1期生）

#### 第3回
2018年1月21日、ドラフト会議開催。最終候補者68名中被指名者55名、うちNGT48から5名が指名された。
指名を受けた候補者（数字は指名順位）
チームNIII：對馬優菜子（1）、佐藤海里（2）、高橋七実（3）、安藤千伽奈（4）、藤崎未夢（5）
特記すべき指名漏れ候補者（のちにNGT48加入）
曽我部優芽（2期生）、真下華穂（2期生）、三村妃乃（2期生）

## センターポジション
備考欄において、★は初のセンターポジション、◼︎はグループ在籍時最後のシングル表題曲のセンターポジションを示す。
シングル表題曲のセンターポジションは下表のとおり。
|    | シングル                  | センター | 備考 | 脚注 |
| -- | ------------------------- | -------- | ---- | ---- |
| 1  | 青春時計                  | 中井りか | ★    |      |
| 2  | 世界はどこまで青空なのか? | 荻野由佳 | ★    |      |
| 3  | 春はどこから来るのか?     | 本間日陽 | ★    |      |
| 4  | 世界の人へ                | 荻野由佳 | ◼︎    |      |
| 5  | シャーベットピンク        | 藤崎未夢 | ★    |      |
| 6  | Awesome                   | 小越春花 | ★    |      |
| 7  | ポンコツな君が好きだ      | 小越春花 |      |      |
| 8  | 渡り鳥たちに空は見えない  | 本間日陽 |      |      |
| 9  | あのさ、いや別に...       | 中井りか | ◼︎    |      |
| 10 | 一瞬の花火                | 藤崎未夢 |      |      |
| 10 | 一瞬の花火                | 小越春花 |      |      |
| 10 | 一瞬の花火                | 大塚七海 | ★    |      |
| 11 | 希望列車                  | 藤崎未夢 |      |      |
| 11 | 希望列車                  | 大塚七海 |      |      |

## 作品
以下における「最高位」の記述はオリコン週間チャート最高位。

### シングル
| 枚                       | リリース日               | タイトル                  | 最高位                   | 販売形態                 | 規格品番                 | 形態                         |
| アリオラジャパンレーベル | アリオラジャパンレーベル | アリオラジャパンレーベル  | アリオラジャパンレーベル | アリオラジャパンレーベル | アリオラジャパンレーベル | アリオラジャパンレーベル     |
| ------------------------ | ------------------------ | ------------------------- | ------------------------ | ------------------------ | ------------------------ | ---------------------------- |
| 1                        | 2017年4月12日            | 青春時計                  | 1位                      | CD+DVD                   | BVCL-796/7               | Type-A                       |
| 1                        | 2017年4月12日            | 青春時計                  | 1位                      | CD+DVD                   | BVCL-798/9               | Type-B                       |
| 1                        | 2017年4月12日            | 青春時計                  | 1位                      | CD+DVD                   | BVCL-800/1               | Type-C                       |
| 1                        | 2017年4月12日            | 青春時計                  | 1位                      | CD                       | BVCL-802                 | NGT48 CD盤                   |
| 1                        | 2017年4月11日            | 青春時計                  |                          | デジタル・ダウンロード   |                          | Special Edition              |
| 2                        | 2017年12月6日            | 世界はどこまで青空なのか? | 2位                      | CD+DVD                   | BVCL-847/8               | Type-A                       |
| 2                        | 2017年12月6日            | 世界はどこまで青空なのか? | 2位                      | CD+DVD                   | BVCL-849/50              | Type-B                       |
| 2                        | 2017年12月6日            | 世界はどこまで青空なのか? | 2位                      | CD+DVD                   | BVCL-851/2               | Type-C                       |
| 2                        | 2017年12月6日            | 世界はどこまで青空なのか? | 2位                      | CD                       | BVCL-853                 | NGT48 CD盤                   |
| 2                        | 2017年12月5日            | 世界はどこまで青空なのか? |                          | デジタル・ダウンロード   |                          | Special Edition              |
| 3                        | 2018年4月11日            | 春はどこから来るのか?     | 1位                      | CD+DVD                   | BVCL-875/6               | Type-A                       |
| 3                        | 2018年4月11日            | 春はどこから来るのか?     | 1位                      | CD+DVD                   | BVCL-877/8               | Type-B                       |
| 3                        | 2018年4月11日            | 春はどこから来るのか?     | 1位                      | CD+DVD                   | BVCL-879/80              | Type-C                       |
| 3                        | 2018年4月11日            | 春はどこから来るのか?     | 1位                      | CD                       | BVCL-881                 | NGT48 CD盤                   |
| 3                        | 2018年4月10日            | 春はどこから来るのか?     |                          | デジタル・ダウンロード   |                          | Special Edition              |
| 4                        | 2018年10月3日            | 世界の人へ                | 2位                      | CD+DVD                   | BVCL-907/8               | Type-A                       |
| 4                        | 2018年10月3日            | 世界の人へ                | 2位                      | CD+DVD                   | BVCL-909/10              | Type-B                       |
| 4                        | 2018年10月3日            | 世界の人へ                | 2位                      | CD+DVD                   | BVCL-911/2               | Type-C                       |
| 4                        | 2018年10月3日            | 世界の人へ                | 2位                      | CD                       | BVCL-913                 | NGT48 CD盤                   |
| 4                        | 2018年10月2日            | 世界の人へ                |                          | デジタル・ダウンロード   |                          | Special Edition              |
| 4                        | 2018年10月19日           | 世界の人へ                |                          | 119か国世界配信          |                          | Special Edition              |
| EMI Recordsレーベル      |                          |                           |                          |                          |                          |                              |
| 5                        | 2020年7月22日            | シャーベットピンク        | 2位                      | CD+DVD                   | UPCH-80542               | Type-A                       |
| 5                        | 2020年7月22日            | シャーベットピンク        | 2位                      | CD+DVD                   | UPCH-80546               | Type-B                       |
| 5                        | 2020年7月22日            | シャーベットピンク        | 2位                      | CD                       | PRON-5086                | 劇場盤                       |
| 6                        | 2021年6月23日            | Awesome                   | 3位                      | CD+DVD                   | UPCH-80560               | Type-A                       |
| 6                        | 2021年6月23日            | Awesome                   | 3位                      | CD+DVD                   | UPCH-80561               | Type-B                       |
| 6                        | 2021年6月23日            | Awesome                   | 3位                      | CD                       | PRON-5090                | 新潟盤                       |
| 6                        | 2021年6月23日            | Awesome                   | 3位                      | CD                       | PRON-5091                | 劇場盤                       |
| 7                        | 2021年12月22日           | ポンコツな君が好きだ      | 2位                      | CD+DVD                   | UPCH-80568               | Type-A                       |
| 7                        | 2021年12月22日           | ポンコツな君が好きだ      | 2位                      | CD+DVD                   | UPCH-80569               | Type-B                       |
| 7                        | 2021年12月22日           | ポンコツな君が好きだ      | 2位                      | CD                       | PRON-5096                | 新潟盤                       |
| 7                        | 2021年12月22日           | ポンコツな君が好きだ      | 2位                      | CD                       | PRON-5097                | 劇場盤                       |
| 8                        | 2022年12月28日           | 渡り鳥たちに空は見えない  | 1位                      | CD                       | UPCH-80583               | Type-A                       |
| 8                        | 2022年12月28日           | 渡り鳥たちに空は見えない  | 1位                      | CD                       | UPCH-80584               | Type-B                       |
| 8                        | 2022年12月28日           | 渡り鳥たちに空は見えない  | 1位                      | CD                       | PRON-5100                | 劇場盤                       |
| 8                        | 2022年12月28日           | 渡り鳥たちに空は見えない  | 1位                      | CD                       | PRON-5101                | NGT48 Official CD Shop限定盤 |
| 9                        | 2023年8月2日             | あのさ、いや別に...       | 2位                      | CD                       | UPCH-80598               | Type-A                       |
| 9                        | 2023年8月2日             | あのさ、いや別に...       | 2位                      | CD                       | UPCH-80599               | Type-B                       |
| 9                        | 2023年8月2日             | あのさ、いや別に...       | 2位                      | CD                       | PRON-5107                | 劇場盤                       |
| 9                        | 2023年8月2日             | あのさ、いや別に...       | 2位                      | CD                       | PRON-5108                | NGT48 Official CD Shop限定盤 |
| 10                       | 2024年8月28日            | 一瞬の花火                | 5位                      | CD                       | UPCH-80614               | Type-A                       |
| 10                       | 2024年8月28日            | 一瞬の花火                | 5位                      | CD                       | UPCH-80615               | Type-B                       |
| 10                       | 2024年8月28日            | 一瞬の花火                | 5位                      | CD                       | PRON-5113                | NGT48 Official CD Shop限定盤 |
| 11                       | 2025年6月4日             | 希望列車                  | 3位                      | CD                       | UPCH-80622               | Type-A                       |
| 11                       | 2025年6月4日             | 希望列車                  | 3位                      | CD                       | UPCH-80622               | Type-B                       |
| 11                       | 2025年6月4日             | 希望列車                  | 3位                      | CD                       | PRON-5118                | NGT48 Official CD Shop限定盤 |

#### 参加シングル
AKB48
- 兼任メンバーのみが参加しているカップリング曲は記載していない。

| リリース       | タイトル                       | 参加曲                        | 名義                           | メンバー                     |
| -------------- | ------------------------------ | ----------------------------- | ------------------------------ | ---------------------------- |
| 2015年8月26日  | ハロウィン・ナイト             | ハロウィン・ナイト            |                                | 柏木、北原                   |
| 2015年12月9日  | 唇にBe My Baby                 | 唇にBe My Baby                |                                | 柏木、北原                   |
| 2015年12月9日  | 唇にBe My Baby                 | 365日の紙飛行機               |                                | 柏木、北原                   |
| 2015年12月9日  | 唇にBe My Baby                 | 背中言葉                      |                                | 柏木、北原                   |
| 2015年12月9日  | 唇にBe My Baby                 | さっきまではアイスティー      | 虫かご                         | 小熊、高倉                   |
| 2016年3月9日   | 君はメロディー                 | 君はメロディー                |                                | 柏木、北原                   |
| 2016年6月1日   | 翼はいらない                   | 翼はいらない                  |                                | 柏木、加藤、北原、高倉       |
| 2016年8月31日  | LOVE TRIP/しあわせを分けなさい | LOVE TRIP                     |                                | 柏木、北原                   |
| 2016年8月31日  | LOVE TRIP/しあわせを分けなさい | しあわせを分けなさい          |                                | 柏木、北原                   |
| 2016年8月31日  | LOVE TRIP/しあわせを分けなさい | 光と影の日々                  |                                | 柏木、加藤、北原、高倉       |
| 2016年8月31日  | LOVE TRIP/しあわせを分けなさい | 2016年のInvitation            | アップカミングガールズ         | 加藤                         |
| 2016年11月16日 | ハイテンション                 | ハイテンション                |                                | 柏木、北原、中井             |
| 2016年11月16日 | ハイテンション                 | ハッピーエンド                | レナッチーズ                   | 中井、山口                   |
| 2017年3月15日  | シュートサイン                 | シュートサイン                |                                | 柏木、北原、中井             |
| 2017年5月31日  | 願いごとの持ち腐れ             | 願いごとの持ち腐れ            |                                | 柏木、北原、中井             |
| 2017年5月31日  | 願いごとの持ち腐れ             | イマパラ                      |                                | 荻野、北原、中井             |
| 2017年5月31日  | 願いごとの持ち腐れ             | 前触れ                        |                                | 高倉                         |
| 2017年5月31日  | 願いごとの持ち腐れ             | 点滅フェロモン                |                                | 加藤                         |
| 2017年8月30日  | #好きなんだ                    | #好きなんだ                   |                                | 荻野、柏木、北原、本間       |
| 2017年8月30日  | #好きなんだ                    | だらしない愛し方              | アンダーガールズ               | 高倉、中井                   |
| 2017年8月30日  | #好きなんだ                    | 戸惑ってためらって            | ネクストガールズ               | 西潟                         |
| 2017年8月30日  | #好きなんだ                    | 自分たちの恋に限って          | フューチャーガールズ           | 山口                         |
| 2017年8月30日  | #好きなんだ                    | 月の仮面                      | アップカミングガールズ         | 加藤、角、宮島               |
| 2017年11月22日 | 11月のアンクレット             | 11月のアンクレット            |                                | 荻野、柏木、北原、中井       |
| 2017年11月22日 | 11月のアンクレット             | 法定速度と優越感              | U-17選抜                       | 高倉、本間                   |
| 2018年3月14日  | ジャーバージャ                 | ジャーバージャ                |                                | 荻野、柏木、中井             |
| 2018年5月30日  | Teacher Teacher                | Teacher Teacher               |                                | 荻野、柏木、中井             |
| 2018年5月30日  | Teacher Teacher                | 君は僕の風                    | AKB48グループ センター試験選抜 | 柏木、日下部、村雲           |
| 2018年9月19日  | センチメンタルトレイン         | センチメンタルトレイン        |                                | 荻野、本間                   |
| 2018年9月19日  | センチメンタルトレイン         | サンダルじゃできない恋        | アンダーガールズ               | 加藤、奈良、西潟             |
| 2018年9月19日  | センチメンタルトレイン         | 友達じゃないか?               | ネクストガールズ               | 中井、西村                   |
| 2018年9月19日  | センチメンタルトレイン         | ある日 ふいに…                | フューチャーガールズ           | 太野、中村                   |
| 2018年9月19日  | センチメンタルトレイン         | ひと夏の出来事                | アップカミングガールズ         | 小熊、高倉、長谷川、山口     |
| 2018年9月19日  | センチメンタルトレイン         | 波が伝えるもの                | 第10回世界選抜総選挙記念枠     | 山田                         |
| 2018年9月19日  | センチメンタルトレイン         | “好き”のたね                  | SHOWROOM選抜                   | 中井、中村                   |
| 2018年9月19日  | センチメンタルトレイン         | 百合を咲かせるか?             |                                | 荻野、加藤、本間             |
| 2018年10月25日 | センチメンタルトレイン 完全版  | センチメンタルトレイン 完全版 |                                | 荻野、本間                   |
| 2018年11月28日 | NO WAY MAN                     | NO WAY MAN                    |                                | 荻野、柏木、中井             |
| 2018年11月28日 | NO WAY MAN                     | わかりやすくてごめん          | PRODUCE48選抜                  | 山田                         |
| 2018年11月28日 | NO WAY MAN                     | それでも彼女は                | 大人選抜2018                   | 西潟、山口                   |
| 2018年11月28日 | NO WAY MAN                     | おはようから始まる世界        | U-19選抜2018                   | 加藤、高倉、本間             |
| 2018年11月28日 | NO WAY MAN                     | 最強ツインテール              | U-16選抜2018                   | 小熊                         |
| 2018年11月28日 | NO WAY MAN                     | 夢へのプロセス                | AiKaBu選抜                     | 荻野、菅原、高倉、村雲、山口 |
| 2018年11月28日 | NO WAY MAN                     | 耳を塞げ!                     | チームナイスファイト           | 長谷川                       |
| 2019年3月13日  | ジワるDAYS                     | ジワるDAYS                    |                                | 荻野、柏木、中井             |
| 2019年3月13日  | ジワるDAYS                     | 屋上から叫ぶ                  | Sucheese                       | 小熊                         |
| 2019年9月18日  | サステナブル                   | サステナブル                  |                                | 本間                         |
| 2019年9月18日  | サステナブル                   | モニカ、夜明けだ              | 48グループNEXT12               | 高倉、川越                   |
| 2020年3月18日  | 失恋、ありがとう               | 失恋、ありがとう              |                                | 本間                         |
| 2020年3月18日  | 失恋、ありがとう               | 思い出マイフレンド            | 1st Campus                     | 安藤、小熊                   |
| 2020年3月18日  | 失恋、ありがとう               | 愛する人                      |                                | 本間                         |

### 配信楽曲
| # | リリース日     | タイトル                                        | レーベル         | 備考    |
| - | -------------- | ----------------------------------------------- | ---------------- | ------- |
| 1 | 2017年7月24日  | 青春時計（豆腐メンタル Remix by tofubeats）     | アリオラジャパン | [ 221 ] |
| 2 | 2017年8月23日  | 青春時計（フランスパン Remix by happy machine） | アリオラジャパン | [ 222 ] |
| 3 | 2018年12月28日 | 世界の人へ（happy machine Remix）               | アリオラジャパン | [ 223 ] |

### オリジナル楽曲
NGT48名義でない作品の収録曲。
| # | リリース日    | タイトル             | 収録作品                |
| - | ------------- | -------------------- | ----------------------- |
| 1 | 2016年3月9日  | Maxとき315号         | AKB48「君はメロディー」 |
| 2 | 2016年6月1日  | 君はどこにいる?      | AKB48「翼はいらない」   |
| 3 | 2017年3月15日 | みどりと森の運動公園 | AKB48「シュートサイン」 |
| 4 | 2018年3月14日 | 友達でいましょう     | AKB48「ジャーバージャ」 |

### アルバム

#### オリジナルアルバム
| 枚                                     | リリース日                             | タイトル                               | 最高位                                 | 販売形態                               | 規格品番                               | 形態                                   |
| EMI Records／ユニバーサル ミュージック | EMI Records／ユニバーサル ミュージック | EMI Records／ユニバーサル ミュージック | EMI Records／ユニバーサル ミュージック | EMI Records／ユニバーサル ミュージック | EMI Records／ユニバーサル ミュージック | EMI Records／ユニバーサル ミュージック |
| -------------------------------------- | -------------------------------------- | -------------------------------------- | -------------------------------------- | -------------------------------------- | -------------------------------------- | -------------------------------------- |
| 1                                      | 2022年6月29日                          | 未完成の未来                           | 3位                                    | CD+DVD                                 | UPCH-20623                             | Type-A                                 |
| 1                                      | 2022年6月29日                          | 未完成の未来                           | 3位                                    | CD+DVD                                 | UPCH-20624                             | Type-B                                 |
| 1                                      | 2022年6月29日                          | 未完成の未来                           | 3位                                    | CD+DVD                                 | PRON-20623                             | 劇場盤                                 |

#### アナログ盤
| 枚                       | リリース日               | タイトル                                    | 販売形態                 | 規格品番                 | 備考                     |
| アリオラジャパンレーベル | アリオラジャパンレーベル | アリオラジャパンレーベル                    | アリオラジャパンレーベル | アリオラジャパンレーベル | アリオラジャパンレーベル |
| ------------------------ | ------------------------ | ------------------------------------------- | ------------------------ | ------------------------ | ------------------------ |
| 1                        | 2017年9月27日            | 青春時計（豆腐メンタル Remix by tofubeats） | アナログ盤               | BVJL-27                  | 完全生産限定盤           |
| -                        | 発売中止                 | 世界の人へ                                  | アナログ盤               | BVJL-31                  | 完全生産限定盤           |

#### 参加アルバム
AKB48
- 0と1の間（2015年11月18日）
- サムネイル（2017年1月25日）
- 僕たちは、あの日の夜明けを知っている（2018年1月24日）

### 映像作品

#### コンサート
| 枚          | リリース日    | タイトル                                                  | 規格品番    | 販売形態・備考 |
| AKSレーベル | AKSレーベル   | AKSレーベル                                               | AKSレーベル | AKSレーベル    |
| ----------- | ------------- | --------------------------------------------------------- | ----------- | -------------- |
| 1           | 2017年7月7日  | NGT48 1st Anniversary                                     | NGT-D0005   | DVD            |
| 1           | 2017年7月7日  | NGT48 1st Anniversary                                     | NGT-D0006   | Blu-ray        |
| 2           | 2018年4月13日 | NGT48 2nd Anniversary                                     | NGT-D0007   | DVD            |
| 2           | 2018年4月13日 | NGT48 2nd Anniversary                                     | NGT-D0008   | Blu-ray        |
| 3           | 2018年7月30日 | 北原里英卒業コンサート〜夢の1115日新潟の女になりました!〜 | NGT-D0009   | DVD            |
| 3           | 2018年7月30日 | 北原里英卒業コンサート〜夢の1115日新潟の女になりました!〜 | NGT-D0010   | Blu-ray        |

#### 劇場公演
| 枚          | リリース日    | タイトル                                                                 | 規格品番    | 販売形態・備考            |
| AKSレーベル | AKSレーベル   | AKSレーベル                                                              | AKSレーベル | AKSレーベル               |
| ----------- | ------------- | ------------------------------------------------------------------------ | ----------- | ------------------------- |
| 1           | 2016年6月18日 | NGT48 TeamNIII 1st 「PARTYが始まるよ」 NGT48劇場グランドオープン初日公演 | NGT-D0001   | DVD                       |
| 1           | 2016年6月18日 | NGT48 TeamNIII 1st 「PARTYが始まるよ」 NGT48劇場グランドオープン初日公演 | NGT-D0002   | Blu-ray                   |
| 1           | 2016年6月18日 | NGT48 TeamNIII 1st 「PARTYが始まるよ」 NGT48劇場グランドオープン初日公演 | NGT-D0003   | 新潟限定パッケージDVD     |
| 1           | 2016年6月18日 | NGT48 TeamNIII 1st 「PARTYが始まるよ」 NGT48劇場グランドオープン初日公演 | NGT-D0004   | 新潟限定パッケージBlu-ray |

#### バラエティ
| 枚 | リリース日    | タイトル                    | レーベル | 規格品番   | 販売形態・備考 |
| -- | ------------- | --------------------------- | -------- | ---------- | -------------- |
| 1  | 2016年12月2日 | HKT48 vs NGT48 さしきた合戦 | バップ   | VPBF-14532 | DVD-BOX        |
| 1  | 2016年12月2日 | HKT48 vs NGT48 さしきた合戦 | バップ   | VPXF-71467 | Blu-ray BOX    |

#### ドラマ
| 枚 | リリース日    | タイトル           | レーベル                     | 規格品番  | 販売形態・備考 |
| -- | ------------- | ------------------ | ---------------------------- | --------- | -------------- |
| 1  | 2017年6月23日 | ひぐらしのなく頃に | カルチュア・パブリッシャーズ | TCED-3594 | DVD-BOX        |

### ショートムービー
- NGT48 研究生 ショートムービー「短い夏の、さよなら」（2018年10月3日、「世界の人へ」特典映像）[225]

### ミュージック・ビデオ
| 年   | タイトル                                            | 監督         | 収録作品・出自                           |
| ---- | --------------------------------------------------- | ------------ | ---------------------------------------- |
| 2016 | 「Maxとき315号」                                    | 中村太洸     | AKB48 43rdシングル「君はメロディー」     |
| 2017 | 「みどりと森の運動公園」                            | 中村太洸     | AKB48 47thシングル「シュートサイン」     |
| 2017 | 「青春時計」                                        | 中村太洸     | 1stシングル「青春時計」                  |
| 2017 | 「出陣」                                            | 狩野比呂     | 1stシングル「青春時計」                  |
| 2017 | 「純情よろしく」                                    | 大喜多正毅   | 1stシングル「青春時計」                  |
| 2017 | 「暗闇求む」                                        | 井上哲央     | 1stシングル「青春時計」                  |
| 2017 | 「青春時計（豆腐メンタル Remix by tofubeats）」     | 中村太洸     | 配信                                     |
| 2017 | 「青春時計（フランスパン Remix by happy machine）」 | 柿本健太     | 配信                                     |
| 2017 | 「世界はどこまで青空なのか?」                       | 山戸結希     | 2ndシングル「世界はどこまで青空なのか?」 |
| 2017 | 「大人になる前に」                                  | 戸塚富士丸   | 2ndシングル「世界はどこまで青空なのか?」 |
| 2017 | 「抱いてやっちゃ桜木町」                            | 川村ケンスケ | 2ndシングル「世界はどこまで青空なのか?」 |
| 2017 | 「ナニカガイル」                                    | 上田大樹     | 2ndシングル「世界はどこまで青空なのか?」 |
| 2017 | 「世界はどこまで青空なのか?（CSバージョン）」       | 山戸結希     | CS放送                                   |
| 2018 | 「友達でいましょう」                                | 瀬里義治     | AKB48 51stシングル「ジャーバージャ」     |
| 2018 | 「春はどこから来るのか?」                           | 小林勇貴     | 3rdシングル「春はどこから来るのか?」     |
| 2018 | 「私のために」                                      | 高橋栄樹     | 3rdシングル「春はどこから来るのか?」     |
| 2018 | 「あとで」                                          | 戸塚富士丸   | 3rdシングル「春はどこから来るのか?」     |
| 2018 | 「Whatcha Gonna Do」                                | 三石直和     | 3rdシングル「春はどこから来るのか?」     |
| 2018 | 「世界の人へ」                                      | 長谷井宏紀   | 4thシングル「世界の人へ」                |
| 2018 | 「心に太陽」                                        | 戸塚富士丸   | 4thシングル「世界の人へ」                |
| 2018 | 「カーテンの柄」                                    | 三石直和     | 4thシングル「世界の人へ」                |
| 2018 | 「泣きべそかくまで」                                | 佐藤英輔     | 4thシングル「世界の人へ」                |
| 2018 | 「今日は負けでもいい」                              | 児山隆       | YouTube                                  |
| 2018 | 「世界の人へ（happy machine Remix）」               | 佐藤祐紀     | YouTube                                  |
| 2020 | 「シャーベットピンク」                              | 田口雅文     | 5thシングル「シャーベットピンク」        |
| 2020 | 「絶望の後で」                                      | 田口雅文     | 5thシングル「シャーベットピンク」        |
| 2021 | 「Awesome」                                         | 斉藤友和     | 6thシングル「Awesome」                   |
| 2021 | 「はっきり言って欲しい」                            | イノウエマナ | 6thシングル「Awesome」                   |
| 2021 | 「ポンコツな君が好きだ」                            | 斉藤友和     | 7thシングル「ポンコツな君が好きだ」      |
| 2021 | 「私が一番言いたかったこと」                        |              | 7thシングル「ポンコツな君が好きだ」      |

### ゲーム
- NGT48物語（2019年12月21日、ヴォイセス）[227]

## タイアップ
| 楽曲                      | タイアップ | 収録作品・出自                                |
| ------------------------- | --- | --------------------------------------------- |
| NGT48                     | CM：一正蒲鉾 『おせち2015年度』「一正のおせち2016 かまぼこ900年」篇 | NGT48 チームNIII 1st Stage「PARTYが始まるよ」 |
| Maxとき315号              | CM：東日本旅客鉄道（JR東日本）新潟支社『TYO』「ときめき、TYO」篇 CM：一正蒲鉾 『減塩商品』 | AKB48 43rdシングル「君はメロディー」          |
| 君はどこにいる?           | BSスカパー!ドラマ『ひぐらしのなく頃に』主題歌 BSスカパー!ドラマ『ひぐらしのなく頃に 解』主題歌 | AKB48 44thシングル「翼はいらない」            |
| 青春時計                  | TBS系『COUNT DOWN TV』2017年4・5月度オープニングテーマ CM：一正蒲鉾 うな次郎「うな次郎キャラ篇」「ほとんど丑の日篇」 | 1stシングル「青春時計」                       |
| 世界はどこまで青空なのか? | 日本テレビ系『スッキリ』2017年12月テーマソング CM：リイカ『AiKaBu 公式アイドル株式市場（アイカブ）』 CM：ソニーミュージックレーベルズ forTUNEmusic NGT48握手会紹介SPOT CM：一正蒲鉾 うな次郎 ソニーモバイルコミュニケーションズジャパン 旅する3Dフィギュアフォトコンテスト コンセプトムービー | 2ndシングル「世界はどこまで青空なのか?」      |
| 春はどこから来るのか?     | 日本テレビ系『バズリズム02』2018年4月度オープニングテーマ 日本テレビ系『ウチのガヤがすみません!』2018年4月度エンディングテーマ チューリップテレビ『#きとキュン♥トラベラーwith T』2018年4月度エンディングテーマ                                                                                | 3rdシングル「春はどこから来るのか?」          |

## 公演

### NGT48劇場
NGT48劇場（エヌジーティー フォーティーエイトげきじょう、英語: NGT48 THEATER）は、新潟市中央区万代・ラブラ2 4階にあるNGT48の活動拠点となっている劇場。2016年1月10日にオープンした。
収容人数は295名。AKB48劇場と同様に劇場内前方に大きな柱が2本あり、前方の座席以外はステージ全体を見通すことができないが、柱後方（客席側）に液晶モニタが設置されており、ステージを撮影しているカメラ映像がリアルタイムに表示されている。ステージ後方には中央から左右に分割するスライド式とびらが設置されており、全面がLEDパネルになっている。パネルは公演中の演出映像などに使用される。

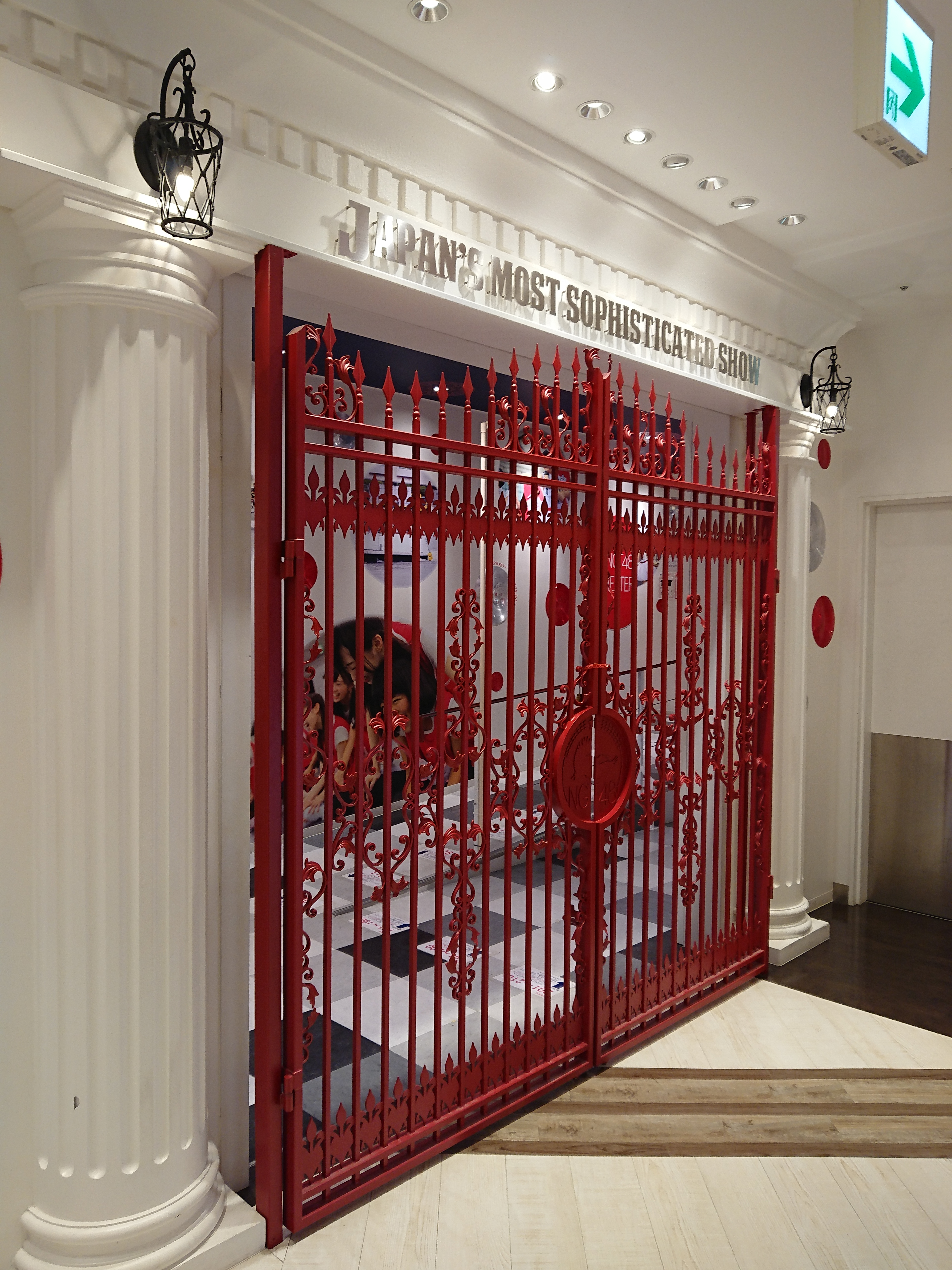
入口

劇場ロビーはイメージカラーの白と赤を基調とし、「女学園」をイメージしたデザインになっている。校門のような出入口、黒板、教科書や上履きの絵が描かれた下駄箱をイメージしたロッカーが設置されるなど、学校らしい雰囲気が広がっている。メンバーのこれまでの活動やオフショットが壁面に掲示されているほか、エントランス横に、公演への来場者が⾚いボールを⼊れ約25,000個がたまると「NGT48劇場」の文字が浮き上がる仕組みが設けられている。また、NGT48のグッズ販売ブースも設置しており、随時営業されている。
当劇場は、乃村工藝社が清水建設との共同プランニングによってデザインおよび環境演出装置、設計、施工を手がけた。デザイナーは山田健太郎。「日本空間デザイン賞2016」および「第35回ディスプレイ産業賞2016」で、ともに入選している。

### NGT48劇場での公演
2016年1月10日より、NGT48劇場において公演を実施している。

#### チームNIII
1. PARTYが始まるよ：2016年1月10日 - 5月15日[252]
2. パジャマドライブ：2016年5月28日 - 2017年6月5日[52][253]
3. 誇りの丘：2017年7月2日 - 2018年6月23日[66][254]
  - 2018年組閣体制：2018年6月30日[254] - 2019年4月21日[10]

#### チームG
1. 逆上がり：2018年7月1日[76] - 2019年4月21日[10]

#### 正規メンバー
1. 夢を死なせるわけにいかない：2019年8月18日 - [255]
2. NGT48リバイバル公演：2022年12月11日 - 2023年12月3日[256]
3. おもいでいっぱい公演：2023年12月10日 - [257]
4. シアターの女神：2025年3月20日 -

#### 研究生
- 夏の二次会PARTY：2016年8月9日[58][258] - 10月6日
  - PARTYが始まるよ・ガルベストン通り：2016年10月13日[259][260] - 2017年10月29日
  - PARTYが始まるよ・えちご雪椿：2017年11月12日 - 2018年6月24日[261][254]
- PARTYが始まるよ〜研究生の息吹を感じて!〜：2018年12月24日 - [262][263]

#### 特別公演
- 東日本大震災復興支援特別公演〜誰かのためにプロジェクト2016〜：2016年3月11日[264]
- 新潟県内女性学生限定特別公演（チームNIII「PARTYが始まるよ」公演）：2016年5月22日[265]
- NGT48劇場100回記念公演：2016年8月21日[59]
- NGT48初お披露目1周年記念特別公演：2016年8月21日[59]
- NGT48「クリスマス」公演：2016年12月25日[266][267][268]
- NGT48「劇場新春公演」：2017年1月2日[269][270]
- NGT48劇場オープン1周年特別記念公演：2017年1月10日 - 特別イベント『NGT48劇場1周年記念・49000人を魅了したNGT48の魂!』[271][272][273]
- チームNIII「パジャマドライブ」東日本大震災復興支援公演〜誰かのためにプロジェクト2017〜：2017年3月11日[274][275][276]
- NGT48研究生「下の名前で呼んでみて! 研究生スペシャル」公演：2017年6月12日[277]、2017年9月6日[278]
- NGT48「2017総選挙ありがとう」公演：2017年6月20日[279]
- NGT48「2ndシングル発売・お披露目特別公演」〜世界はどこまで青空なのか?〜：2017年12月3日[280]
- 2018年NGT48劇場新春公演：2018年1月2日[281]
- NGT48劇場2周年・前夜祭特別公演：2018年1月9日[282]
- NGT48劇場2周年特別記念公演：2018年1月10日[282]
- 北原里英 NGT48劇場 卒業公演 〜最後まで、みんなのために〜：2018年4月18日[283]
- 福袋抽選特典「正月」公演：2019年1月2日[284]
- 「NGT48劇場三周年記念スペシャル」公演 〜石の上にも三年！私達はここからなのだ！〜：2019年1月10日[285]
- 「ただいま！十人十色」：2019年2月9日・11日・24日・3月14日[286]
- NGT48 「本間日陽ソロ公演」 〜その先を照らすもの〜:2019年3月2日・8日[287]・9月25日[288]
- 「太陽は何度でも」公演〜菅原りこ・長谷川玲奈・山口真帆 卒業公演〜：2019年5月18日

### 出張公演
- NGT48チームNIII「パジャマドライブ」
  - 2016年11月5日 - 11月6日、SKE48劇場[289][290]
  - 2016年11月19日 - 11月20日、AKB48劇場[289][291]
  - 2017年2月26日、NMB48劇場[292][293][294]
- NGT48研究生「PARTYが始まるよ・ガルベストン通り」
  - 2017年2月25日、NMB48劇場[292][293][294]
- チームG「逆上がり」
  - 2018年10月13日、NMB48劇場[295]
- チームNIII「誇りの丘」
  - 2018年10月14日、NMB48劇場[295]

## コンサート・ライブイベント

### 単独コンサート
2017年
- NGT48 1周年記念コンサートin TDC 〜Maxときめかせちゃっていいですか?〜（2017年1月20日、TOKYO DOME CITY HALL）[61]

2018年
- NGT48単独コンサート〜未来はどこまで青空なのか?〜（2018年1月13日、TOKYO DOME CITY HALL）[296]
- NGT48単独コンサート〜朱鷺は来た!新潟から全国へ!〜（2018年4月13日、朱鷺メッセ）[74]
- 北原里英卒業コンサート〜夢の1115日 新潟の女になりました!〜（2018年4月14日、朱鷺メッセ）[297]

2020年
- NGT48 選抜メンバーコンサート 〜TDC 選抜、合宿にて決定。初めての経験〜（2020年1月18日、TOKYO DOME CITY HALL）

2021年
- NGT48単独コンサート（2021年10月30日、朱鷺メッセ）[298]
- 荻野由佳卒業コンサート〜私をアイドルにしてくれてありがとう〜（2021年10月30日、朱鷺メッセ）[298]

2022年
- NGT48 1stライブツアー「未完成の未来」
  - 新潟会場（7月24日、10月30日、新潟県民会館）[299]
  - 東京会場（8月19日、LINE CUBE SHIBUYA）[300]
  - 埼玉会場（9月23日、川口総合文化センター）[301]
  - 千葉会場（10月10日、森のホール21）[301]

2023年
- NGT48サマーコンサート2023（2023年8月5日：（昼公演）、新潟県民会館）
- 中井りか卒業コンサート〜推し変禁止は絶対命令〜（2023年8月5日：（夜公演）、新潟県民会館）[109][302]

2024年
- NGT48スプリングコンサート2024（2024年4月13日：（昼公演）、新潟県民会館 大ホール）[303]
- 本間日陽 卒業コンサート〜見上げた桜はいつも〜（2024年4月13日：（夜公演）、新潟県民会館 大ホール）[303]

2025年
- NGT48スプリングコンサート2025（2025年5月4日：新潟県民会館 大ホール）

### AKB48・AKB48グループ名義
2015年
- 第5回 AKB48紅白対抗歌合戦（2015年12月15日、TOKYO DOME CITY HALL）[304] - 荻野・柏木・加藤・北原・高倉・太野・西潟・長谷川・本間[305]

2016年
- AKB48グループ リクエストアワーセットリストベスト100 2016（2016年1月22日 - 24日、TOKYO DOME CITY HALL）[306]
- 祝 高橋みなみ卒業“148.5cmの見た夢”in 横浜スタジアム（2016年3月27日、横浜スタジアム）[307]
  - 第1回AKB48グループ 東西対抗歌合戦[308]
  - AKB48グループ 高橋みなみ卒業コンサート[309]
- AKB48 45thシングル 選抜総選挙〜僕たちは誰について行けばいい?〜 AKB48グループコンサート（2016年6月18日、HARD OFF ECOスタジアム新潟）
- AKB48グループ同時開催コンサートin横浜（2016年9月15日）[310]
  - 今年はランクインできました祝賀会（横浜アリーナ）[311]
  - 来年こそランクインするぞ決起集会（神奈川県民ホール）[312]
- 第6回 AKB48紅白対抗歌合戦（2016年12月15日、TOKYO DOME CITY HALL）[313]

2017年
- AKB48グループ リクエストアワーセットリストベスト100 2017（2017年1月21日 - 1月22日、TOKYO DOME CITY HALL）[62]
- こじまつり〜前夜祭〜（2017年2月21日、国立代々木競技場第一体育館）[314]
- こじまつり〜小嶋陽菜感謝祭〜（2017年2月22日、国立代々木競技場第一体育館）[315]
- AKB48グループ感謝祭〜ランクインコンサート・ランク外コンサート〜（2017年10月8日、幕張メッセ）[316]
- 渡辺麻友卒業コンサート〜みんなの夢が叶いますように〜（2017年10月31日、さいたまスーパーアリーナ） - 荻野・柏木・北原・高倉・中井・本間[317]
- 第7回AKB48紅白対抗歌合戦（2017年12月10日、TOKYO DOME CITY HALL）[318]

2018年
- 法定速度と優越感 フレッシュオールスターズコンサート〜ゼロポジションの未来〜（2018年1月14日、TOKYO DOME CITY HALL）[319]
- AKB48グループ 成人式コンサート〜大人になんかなるものか〜（2018年1月14日、TOKYO DOME CITY HALL）[319]
- AKB48グループ リクエストアワーセットリストベスト100 2018（2018年1月19日 - 1月20日、TOKYO DOME CITY HALL）[70]
- AKB48 53rdシングル 世界選抜総選挙 〜世界のセンターは誰だ?〜 AKB48グループコンサート（2018年6月16日、ナゴヤドーム）[320]
- AKB48グループ感謝祭〜ランクインコンサート〜（2018年8月1日・8月2日、横浜アリーナ）[321][322]
- AKB48グループ感謝祭〜ランク外コンサート〜（2018年8月13日、市川市文化会館）[323]
- 第8回AKB48紅白対抗歌合戦（12月16日、TOKYO DOME CITY HALL）[324]

### ライブイベント
- 第12回アジア・ソング・フェスティバル（2015年10月11日、韓国釜山アシアードメインスタジアム）[41]
- ふくしまおおぞらフェスタ2016 AIR LIVE（2016年5月14日、福島空港エプロンサイドステージ）[325]
- SENDAI OTO Festival 2016（2016年7月23日、ゼビオアリーナ仙台）[326]
- AKB48グループ選抜「やり過ぎ!サマー」at UNIVERSAL STUDIOS JAPAN®[327][328]
  - AKB48グループ選抜「やり過ぎ!サマーシアター」 at UNIVERSAL STUDIOS JAPAN®（2016年7月26日 - 7月29日・8月24日 - 8月26日、ユニバーサル・スタジオ・ジャパン ステージ14シアター）[327][329]
  - AKB48グループ選抜「やり過ぎ!サマーLIVE」at UNIVERSAL STUDIOS JAPAN®（2016年8月24日、ユニバーサル・スタジオ・ジャパン グラマシーパーク特設会場） - SKE48と合同[327]
- TOKYO IDOL FESTIVAL 2016（2016年8月7日、Zepp DiverCity）[330][331]
- NGT48ライブinつばめ（2016年9月10日、燕市文化会館）[332]
- にいがた☆MINATOPIKA 2016（2016年9月19日、新潟市歴史博物館・みなとぴあ）[333]
- NGT48劇場一周年記念 フライングLIVE〜ありがとう一年!飛び出せ劇場!あなたに見てほしい!今、NGTSP〜（2017年1月9日、万代シテイパーク） - 特別イベント『NGT48劇場1周年記念 49000人を魅了したNGT48の魂!』[268][271][272][273]
- AKB48 8thアルバム「サムネイル」発売記念 特別LIVEイベント（3月1日・2日、豊洲PIT） - 加藤・北原・高倉・中井、3月2日のみ：荻野[334]
- COUNT DOWN TV GIRLS FES supported by dヒッツ / dポイント（2017年3月14日、国立代々木競技場第一体育館）[63]
- 祝・メジャーデビュー! NGT48ここからプレーボール!@HARD OFF ECOスタジアム新潟（2017年3月18日、HARD OFF ECOスタジアム新潟）[335][336]
- スカパー! サマーフェス 2017 powered by FULL CHORUS（2017年7月28日、日本武道館）[337][338]
- 第38回上越蓮まつり（2017年8月3日、上越市・釜蓋遺跡公園） - 高倉・菅原・中井・日下部・髙橋[339]
- TOKYO IDOL FESTIVAL 2017（2017年8月6日、お台場・青海周辺エリア）[340][341]
- 肉フェス NIIGATA 2017「NGT48肉フェスSPECIAL LIVE」（2017年8月7日、新潟県スポーツ公園） - 小熊・加藤・菅原・中井・長谷川・村雲・山田・日下部・清司・西村[342]
- テレビ朝日・六本木ヒルズ 夏祭り SUMMER STATION コカ･コーラ SUMMER STATION 音楽LIVE（2017年8月14日、六本木ヒルズアリーナ）[343]
- NGT48お披露目2周年スペシャルLIVE〜みなとまち新潟をもりあげちゃいます!〜（2017年8月21日、新潟市歴史博物館みなとぴあ） - 2019新潟開港150周年プレイベント[344]
- @JAM EXPO 2017（2017年8月26日、横浜アリーナ）[345]
- rockin'on presents COUNTDOWN JAPAN 17/18（2017年12月28日、幕張メッセ）[346]
- TOKYO IDOL FESTIVAL in BANGKOK COMIC CON（2018年4月27日、タイ・バンコク サイアム・パラゴン内 ロイヤルパラゴンホール） - 日下部・佐藤杏・奈良・村雲・山口・山田[347][348]
- ROCK IN JAPAN FESTIVAL 2018（2018年8月4日、国営ひたち海浜公園）[349]
- TOKYO IDOL FESTIVAL 2018（2018年8月5日、お台場・青海周辺エリア）[350]
- @JAM EXPO 2018（2018年8月25日、横浜アリーナ）[351]
- NGT48研究生お披露目ライブ 〜お待たせしました!私たちも新潟の女です!〜（2018年9月2日、万代シテイパーク） - 研究生[352]
- 新章 NGT48宣言!! 〜世界の人よ、共に歌おう〜（2018年9月15日、日本武道館）[353]
- 長岡 米百俵フェス 〜花火と食と音楽と〜2018（2018年10月6日、東山ファミリーランド 長岡市営スキー場）[354]
- COUNTDOWN JAPAN 18/19（2018年12月28日、幕張メッセ）[355]
- TOKYO IDOL PROJECT×@JAM ニューイヤープレミアムパーティー2019（2019年1月3日、Zepp Tokyo）[356]
- TOKYO IDOL FESTIVAL 2019（2019年8月3日、お台場・青海周辺エリア）[357]
- @JAM EXPO 2020-2021（2021年8月27日、横浜アリーナ）[358]
- TOKYO IDOL FESTIVAL 2024 supported by にしたんクリニック（2024年8月3日<予定>、お台場・青海周辺エリア）[359]

## コラボレーション
- NGT48×マクドナルドコラボレーションキャンペーン（2015年12月1日 - 、日本マクドナルド） - 新潟県限定でスタートし、東北関東甲信静岡に拡大[360]
  - チキンマックナゲット 48ピース
- ばかうけ（栗山米菓）
  - トキめきみるくソフト風味・ピリ辛イカちゃんマヨネーズ風味（2015年12月24日、新潟エリア限定）[361]
  - NGT48プロデュースばかうけ（2016年7月16日、新潟エリア限定）[362]
- にっぽん烏龍500mlPET NGT48コラボラベル・玉露入りお茶600mlPET NGT48コラボラベル（2016年6月6日 - 7月、ポッカサッポロフード&ビバレッジ） - 新潟県限定[363]
- NGT48×Tカード（2016年7月15日、TSUTAYA） - 実店舗は新潟県限定[364]
- リアル宝探し NGT48×ラブラ万代／ラブラ2『NGT48からの挑戦!クリスマスプレゼントを探し出せ!』（2016年11月11日 - 12月18日、タカラッシュ） - 荻野・加藤・佐藤杏・宮島[365]
- NGT48 × HELLO KITTY（2017年10月 - 、当りくじ：2018年1月26日 - 、サンリオ / ローソン / ソニー・ミュージックレーベルズ）[366]
- NGT48×ローソン タイアップベーカリー（2018年9月25日、ローソン）[367]
- くじっちゃお NGT48くじ〜THEATER 3rd Anniversary〜（2019年1月9日、ダブルカルチャーパートナーズ、取扱：ローソン / HMV）[368]

## 書籍

### 写真集
- AKB48れなっち総選挙選抜写真集 16colors（2017年1月31日、徳間書店、撮影：LUCKMAN・佐藤佑一 ISBN 978-4198642891） - 中井・山口[369]

### ムック
- 日経エンタテインメント! NGT48 Special（2017年12月19日、日経BP）

### カレンダー
- 2016 NGT48 カレンダー（2015年12月、AKS JAN 4573310553833）
- NGT48 カレンダー 2017（2016年12月、AKS JAN 4573458798882）

### 雑誌連載
- 月刊エンタメ（2015年10月30日 - 、徳間書店）
  - NGT48のばっか好き!（2015年10月30日[370] - 2016年11月30日）
  - NGT48の部活動勧誘会（2017年4月28日 - ）
- 日経エンタテインメント!（2015年11月4日 - 、日経BP） - 「新潟発NGT48の作り方」[371]
- THE21（2016年1月9日 - 6月10日、PHP研究所） - 「NGT48の『お仕事で大切なこと教えてください!』」[372][373]

### Web連載
- BEST TiMES（2017年4月4日 - 27日、全24回、KKベストセラーズ） - 短期連載「デビューシングル『青春時計』発売記念!特別インタビュー」[374]
- TV Bros. note版（2020年7月1日 - 31日、全30回+1回、東京ニュース通信社） - 7月号特別企画『シャーベットピンク』リリース記念「今、思うこと――。」[375]

## 受賞・認定記録
2018年
- ギネス世界記録[69]
  - 「1時間で押された最多手形ペイント」 (Most contributions to a handprint painting in one hour)
  - 「100 個のおにぎりを作る最速時間」 (Fastest time to make 100 rice balls (team))
- 第32回 日本ゴールドディスク大賞 - 「ニュー·アーティスト·オブ·ザ·イヤー」「ベスト5ニュー·アーティスト」[376]

## 暴行被害事件
山口真帆 暴行被害事件（やまぐちまほ ぼうこうひがいじけん）は、2018年（平成30年）12月8日、NGT48の元メンバー山口真帆が新潟県の自宅で男性ファン2名に暴行を受けた事件である。

### 暴行被害事件の概要
2018年12月8日、NGT48の元メンバーの山口が自宅玄関先で男2人に顔をつかまれるなどの暴行を受けていたことを、2019年1月8日、山口が動画配信サービス「SHOWROOM」で被害を告白した。グループの中に悪い事をしている人物がおり、メンバーの個人情報が流出していると、運営に訴えるも1カ月経っても対処してもらえないなどと訴えていた。それにより1月9日、山口が自宅玄関先で男2人から暴行を受けていたことをNHKが報道した。1月10日にNGT48劇場で行われた公演に山口も出演し、「この度はお騒がせして誠に申し訳ありません」などと謝罪をした。
山口は、Twitterの投稿でグループのあるメンバーが自宅の場所を教え、また、自宅に押しかけるようにそそのかしたことを明かしていたが、この点に関して運営側はコメントを出していない。また、オートロックのマンションに犯人が侵入できた理由も明らかになっておらず、山口は「メンバーが住んでいた向かいの部屋から男が出てきた」とも主張していた。犯人は暴行の容疑については否認しており、後日不起訴になり釈放されている。
1月14日、AKSが会見し、「警察の捜査状況を鑑みていた」として対応が遅れたことを謝罪。第三者委員会を設置して調査することを表明した。3月22日、AKSは調査結果を受けて新潟市で記者会見を開いた。会見では、山口の訴え、とりわけ事件に関するメンバーの関与を否定、報告書では犯人グループと一部メンバーに私的交流があったことを事実認定しており、これが「証拠」に当たるのではという質問には、しどろもどろで「不問ということです」と答えるのみ、解決策は「とにかく、メンバーとのコミュニケーションをしっかり取る」という、具体性を欠くものだった。また、実際記載されていないのに、｢挨拶も私的領域の接触、つながりであると報告書の中ではっきり指摘されている｣と答えていたため、山口に｢『繋(つな)がっているメンバーを全員解雇する』と私に約束しました｣｢報告書に記載もないのに繋(つな)がりには挨拶(あいさつ)も含まれるというのは勝手な解釈です。 他のファンには公表できないような、特定のファンとの私的交流を繋がりと言うのはメンバーのみならずファンの皆さんも認識していると思います｣など反論された。告発時に主張していたメンバーの事件関与が否定されたことに対しては山口は反論を行っていない。
当時の早川支配人は事件の現場となったマンションについて、寮ではなく個人契約であること、犯人が出てきた向かいの部屋に住んでいたメンバーは昨年7月に不動産屋立ち会いの元で退去し、メンバーの退去後にその部屋はウィークリーマンションの会社が借り上げていると警察から聞かされたと述べている。事件時にNGTの支配人であった今村悦郎は犯人との関係を疑われたNGTのメンバーも署で聴取され、警察から「NGTのメンバーがファンと組んで事件を起こした証拠は出なかった」と報告されたと述べている。
2019年5月19日報道、日刊スポーツNGT取材班の取材によると、 今村支配人が運営側から「（証拠がないと）メンバーを処分はできない」と伝えられたという情報もある一方で、今村支配人が事件詳細を運営側に正確に伝えていなかったといい、また、少なくとも数名は交際までは至らずともファンと個人的に連絡をとるなどしており、厳重注意、研究生降格、解雇など山口が納得するような何かしらの対応をとるべきだったとし、運営が「不問」を選んだのは今回の騒動で最大の悪手だったのではないかと評している。
2019年4月21日の公演において、101日ぶりに出演した山口は、アンコールの後「（事務所社長に）会社を攻撃する加害者」と言われていたことを明かし、「今の私にNGT48のためにできることは、卒業しかありません」と卒業を発表した。5月18日には、NGT48劇場で山口真帆の卒業公演が行われNGT48を卒業した。卒業後、山口は研音に所属した。
山口卒業後、AKS提起による民事裁判(詳細は後述)では、被告（犯人）は陳述書の中で山口に問い詰められた際に自分達とつながっているメンバー8人の名前を口にしたことについて「事件に関与したメンバーの名前を挙げたものではない」と述べており、最終的に被告側が山口の承諾を得ずに自宅を訪問し、少なくともドアを引っ張り合うという形で暴行したことと、メンバーが事件に関与した事実はないことを認めたが、確たる客観的証拠も出てきてない中で、AKSは被告らを証人尋問することもなく、判決に至らないままメンバーへの負担を理由に2020年4月8日に和解している。
被告らはメンバーが疑いをかけられる原因になった向かいの部屋を昨年の7月から自分達が借りていたことを認めているほか、平成28年11月か12月に山口から住所を教わってプレゼントを郵送し、事件現場になったマンションの602号室を借りてからはダイレクトメッセージで連絡を取り、共用廊下やロビーなどで待ち合わせをしてプレゼントを手渡したと主張し、証拠として山口本人の携帯番号を提示している。ほかにも山口からメンバー間の確執について聞かされていたなど具体的な証言を述べて山口とのつながりを主張し、もともと山口と親しい関係にあり、事件当日はダイレクトメッセージに返信してくれなくなったことについて直接問いただしに行っただけで、「暴行はなかった」として争う構えをみせていた。
AKS側は山口の証人申請も検討していたが、「本人の立場やプライバシーの問題、負担」などを考慮した結果断念しており 、和解交渉も裁判外でAKSと犯人側だけで行われ、AKS側代理人弁護士によると、素案は原告(AKS側)によって書かれるが、山口側に対し意見を求めるなどの連絡を取ることもしないと述べた 。
和解条項では男性2人が他のメンバーの事件への関与を否定したほか、逮捕当時否認し不起訴になっていた山口に対する暴行の事実を認めているが、和解の内容は裁判所が「真実」として認定したものではなく、認定したのはAKSと犯人が合意したという事実だと産経新聞は報じている。被告側が裁判の中で主張していた山口と自身たちの私的交流についても、裁判が和解に終わったことで、事実関係があいまいなままになっている。
山口がメンバーとの確執について漏らしていたとされることや、山口が事件直後に警察に通報せずにメンバーを呼び、公園で実行犯グループらと話をしていたこと、その会話の中で実行犯が否定しているにも関わらず執拗にメンバー2人のつながりを問いただし、事件が明るみに出たときに「メンバーが事件に関与している」と主張したことなどから、一部のマスコミの間からは山口の対応や犯人達との関係性に対して疑問の声も挙がっている。

### AKSによる訴訟
2019年4月26日、AKSは山口に対する暴行容疑で逮捕された男性ファン2人を相手取り、「事件によりNGT48の芸能活動が休止した」として、3000万円（被害額およそ1億円のうち）の損害賠償を求めて新潟地方裁判所に提訴。7月10日には第1回口頭弁論が新潟地裁で開かれた。被告側は弁護士を含め欠席したが、請求の棄却を求めており、争う構えを示した。
2020年4月8日、事件当時の山口の承諾を得ずに自宅を訪問し、少なくともドアを引っ張り合うという形で暴行したということ、暴行事件直後に山口らから問い詰められた際、他のメンバーから山口の部屋番号を聞いたり、そそのかされて部屋に行ったなどと事実に反する発言をし、そうした録音テープが流出して誤解を招く結果になったこと、NGT48の他のメンバーは本件に一切関与していなかったということ、本件事件に関して帰宅時間を推測できるような発言をしたメンバーに対し、自宅に行くということを告げずにバスに乗っているか聞いただけで、当該メンバーは事件について何も知らなかったということを男性2人が認めたうえで、NGT48運営側と男性2人の間で和解が成立した。
裁判では、確たる客観的な証拠も出てきていない中で、NGT48運営は男性2らを証人尋問することもなく、公開の判決に至らないままメンバーへの負担を理由に和解している。男性による山口への暴行に関しては裁判所からの事実認定を得られず、男性2人が主張していた山口と自身たちの私的交流についても事実関係があいまいなままで、AKS・NGT48運営側が裁判の意義として挙げていた「真実の追究」は不十分なまま終わった。
2020年7月21日、「今後の活動に関する発表会」において、この時点でのNGT48運営会社・Flora代表であり、事件時にもAKSのスタッフであった岡田剛は、事件時の運営の未熟さを反省。山口を始めとする卒業メンバーに対して「対応が悪かった」と謝罪した。